# Dodge Challenger
El Dodge Challenger es un automóvil deportivo de dos puertas tipo muscle car, producido a partir de 1970 por el fabricante de automóviles estadounidense Dodge, actualmente una División del Grupo Stellantis. Desde entonces, se han producido tres generaciones: 1970-1974, 1978-1983 y de 2008 hasta 2023.

## Antecedentes
Los hermanos John Francis y Horace Elgin Dodge, establecieron el principio de que sus clientes tuvieran la mejor relación precio-producto en un vehículo. Esta marca propiedad de Chrysler Group LLC, consolida esas fortalezas, herencia e identidad, con más de 90 años de exitosa trayectoria en el mercado mundial de la industria automotriz.
Los fundadores de la marca, los hermanos Dodge: John, nacido el 25 de octubre de 1864 y Horace, nacido el 17 de mayo de 1868, ambos en la ciudad de Niles (Míchigan), Estados Unidos. Desde pequeños aprendieron el oficio de mecánico de su padre, especialista en motores de combustión interna para el uso de la marina.
Cabe destacar que todos los vehículos comerciales fabricados por la Dodge Brothers Company, hasta la fecha en que fue adquirida por Chrysler Corporation, estaban basados en los autos, utilizando un motor de cuatro cilindros en línea. Solamente en 1928 se introdujo el primer motor de seis cilindros en línea. El primer modelo de esta nueva era fue el Dodge "Senior Six Sport Roadster" de 1929. Desde entonces, sus productos han sido una verdadera leyenda en la historia automotriz mundial. Entre ellos destacan la Dodge Pick-Up de 1934; Dodge Humpback Panel Delivery truck de 1937; Dodge Hayes-bodied coupé de 1939; Dodge Command Car de 1941; Dodge Power Wagon de 1946; Dodge Pilothouse Pick-Up de 1949; Dodge Wayfarer Roadster también de 1949; Dodge Customer Royal de 1959; Dodge Club Cab pick-up de 1964; Dodge Daytona de 1969; Dodge Challenger de 1970; Dodge Dart de 1975 y Dodge Shelby Charger de 1986.
En la década de 1960, Dodge se prepara para entrar en la categoría de los "muscle cars" y en 1966 debuta con el Dodge Charger, otro coupé deportivo con un poderoso motor Hemi de 426 pulgadas cúbicas (7 litros) con 425 HP (431 CV; 317 kW), capaz de superar los 200 km/h (124 mph). Es precisamente este exitoso modelo de alta potencia el que representa la pasión de Dodge, aunque el primer coche que lleva el nombre de Challenger fue la introducción de una edición limitada del Dodge Coronet Challenger en 1958-1959.

### 1969: El comienzo de la leyenda
Llegó al mercado en el otoño de 1969, como un modelo 1970. Si bien fue uno de los muscle cars en aparecer al final de la escena, su conocido perfil y poderoso motor lo colocaron al frente de la competencia. Se vendía con opción de techo duro o convertible y destacó por la gran variedad de motorizaciones con las que se encontraba. Entre las nueve opciones a elegir estaban desde un motor de 145 HP (147 CV; 108 kW) hasta un V8 Hemi de 425 HP (431 CV; 317 kW). Sin embargo, el Plymouth Barracuda de los años 1968 y 1969 no estaba a la altura de sus competidores, así que se decidió lanzar un modelo totalmente nuevo: el Challenger, ofrecido en la marca Dodge, cuya denominación significa "retador" o "contendor" en inglés, mostraba claramente que este auto buscaba competir directamente con el Ford Mustang y el Chevrolet Camaro. Las ventas de estos dos modelos fueron muy altas en 1969, con 299.824 unidades y 243.085 unidades, respectivamente, por lo que las perspectivas del Challenger parecían muy prometedoras.

## Primera generación (1970-1974)

### 1970

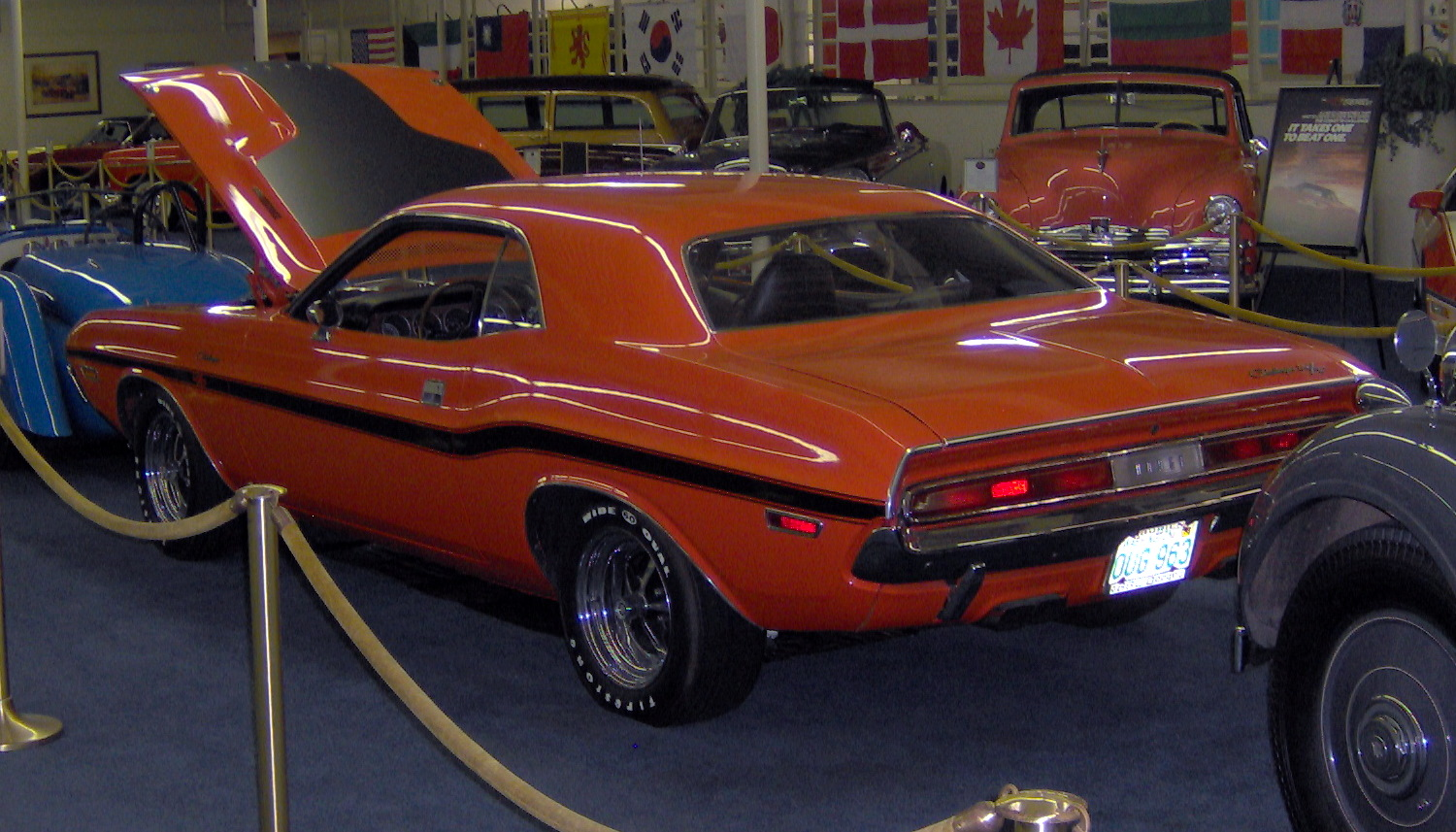
Vista trasera del RT 440 Six-Pack de 1970.

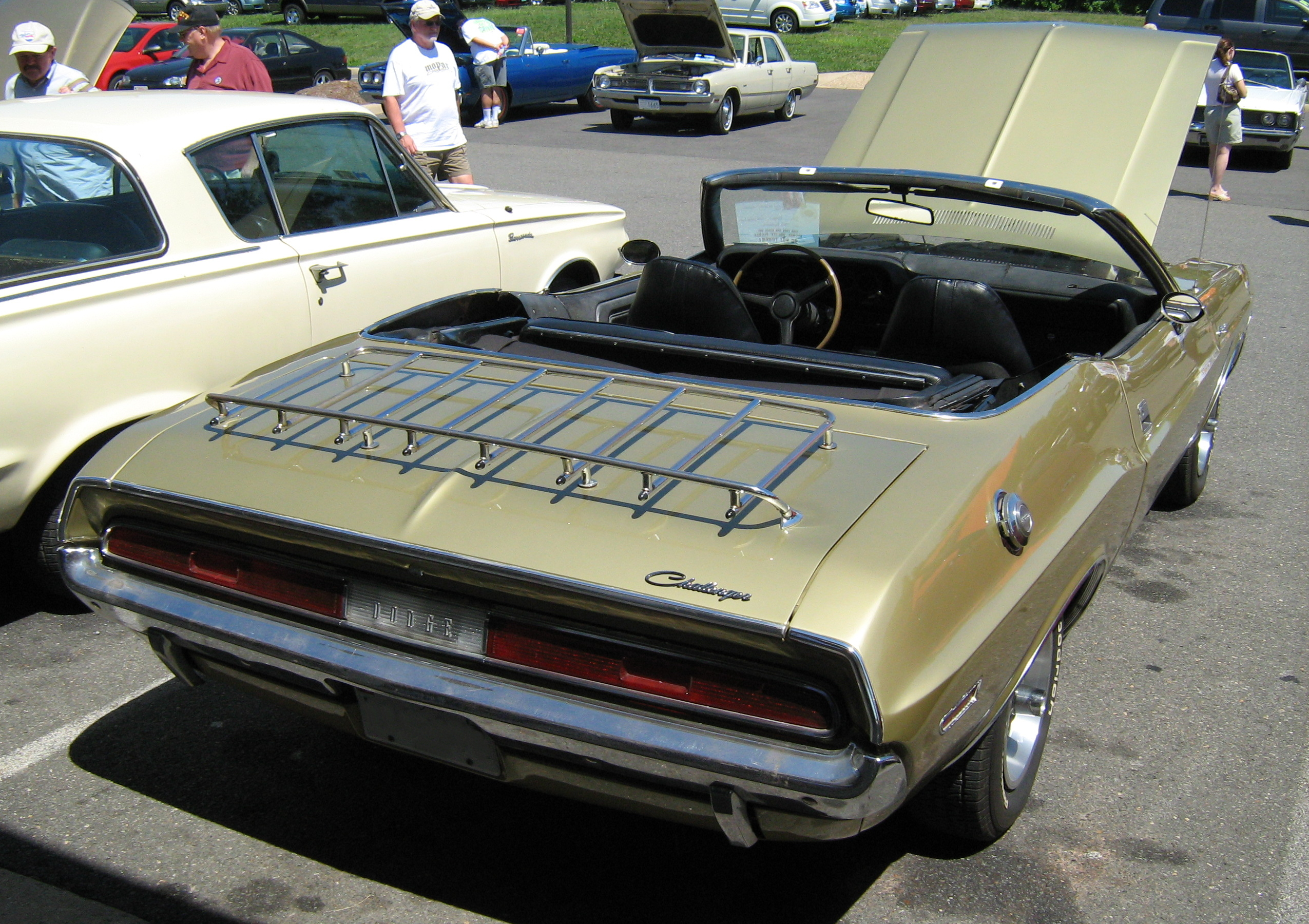
Vista trasera del descapotable "Slant-six" de 1970.

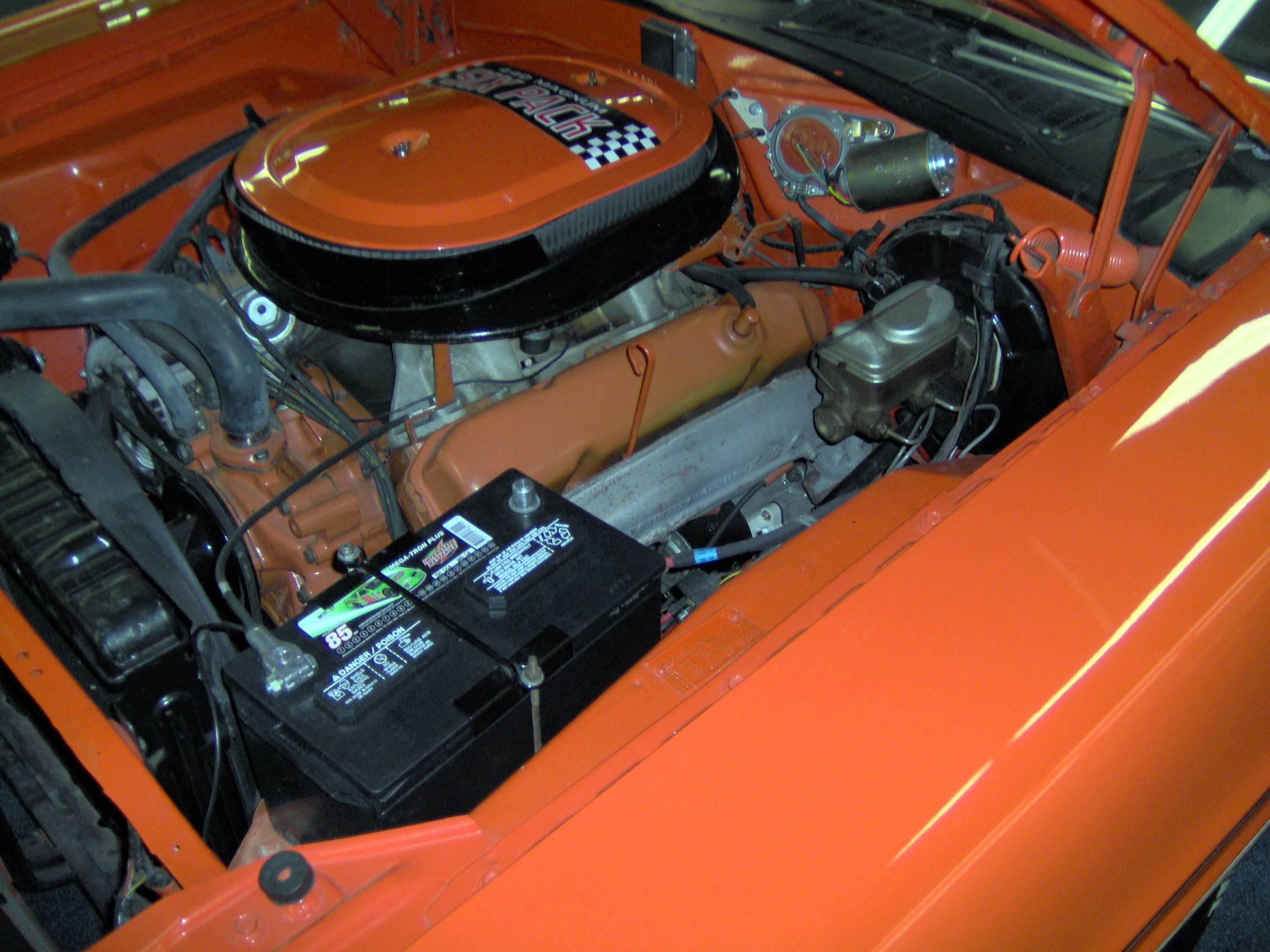
Motor 440 "Six-Pack" en un R/T de 1970.

El Dodge Challenger fue el último del grupo de los «Pony Cars», pero pasó el tiempo sabiamente, perfeccionando su entrada para competir en un mercado hasta ese entonces dominado por sus rivales Mustang y Camaro. Pocas palabras en el mundo automotor han dejado el legado tanto en producción en serie como en el mundo del circuito y cuarto de milla. Sin duda ha dejado huella en la memoria de los aficionados a los "muscle cars” o simplemente en los conocedores de lo que es el poder a la americana.
Como heredero de la última generación de los Muscle Cars, el marcó época con respecto a su estilo y potencia. La historia corta de los Muscle Car norteamericanos que nacieron sobre la base de las nuevas plataformas ideadas en los años 1950, es una historia de glorias, amores y grandes marcas en la experiencia de muchos pilotos. Y el Dodge Challenger fue el más grande representante de su época, así como el último de su generación.
Debutó con un motor que variaba desde el "dócil" seis cilindros Slant Six en línea, al poderoso motor V8 de 440 plg³ (7,2 litros) con carburador de seis cuerpos (bocas), así como el imponente Hemi 426. Otros Pony Car solamente pudieron soñar con una gama de motores de este tipo.
Estuvo basado en la plataforma del Plymouth Barracuda, pero con el agregado de dos pulgadas a la distancia entre ejes para darle más espacio interior. Fue presentado en ambas versiones: con techo y descapotable. Las versiones más potentes tenían la insignia R/T (Road and Track) y tanto el modelo base como del R/T, podían ser pedidos con el paquete de lujo SE, el cual incluía asientos de cuero y techo vinilo con la “tradicional” ventana trasera más pequeña. El R/T venía en modelos estándar con motor de 383 plg³ (6,3 litros) de 335 HP (340 CV; 250 kW).
Como opcionales fueron los dos motores de 440 plg³ (7,2 litros): el Mágnum de cuatro bocas con 375 HP (380 CV; 280 kW); y el Tri-cab Six Pack con tres carburadores de doble cuerpo y 390 HP (395 CV; 291 kW), elegido por 2035 compradores. Encabezando la lista estaba el todopoderoso Hemi 426 con 425 HP (431 CV; 317 kW), elegido por 356 compradores, el cual tenía un costo adicional de US$ 1.228 y requería equipamiento reforzado. El 440 y Hemi salieron en modelos estándar con el cambio automático TorqueFlite. Opcionalmente estuvo un cambio manual de cuatro velocidades que incluyó la palanca de cambios "Hurst Shifter" y un eje Dana 60, inclinado a 60° del suelo. Los ejes de velocidad iban de 3.23:1 a 4.10:1 con opción de errores mínimo.
Todos los modelos R/T recibieron suspensión reforzada y los 440 y Hemi usaron neumáticos de serie 60 sobre llantas de 15 pulgadas (38,1 cm), aunque lo fundamental como la dirección asistida y los frenos de disco delanteros, todavía eran opcionales.
El cofre estándar de los modelos R/T tenía dos aberturas de ventilación que no alimentaba directamente al filtro de aire. Por solamente US$ 97, el comprador podía pedir el filtro mezclador, que iba montado al filtro de aire y encastrado a través de una abertura en el capó, que era conocido como el “shaker” porque vibraba con el motor. Algunas fallas del Challenger eran la poca visibilidad externa y que era demasiado abultado para su tamaño, pero Dodge tenía otro as en la manga: Con motivo de participar en el Campeonato Trans American Sedan del Sport Car Club de América, Dodge fabricó una versión de calle de su auto de carrera, como el Plymouth Cuda AAR, que se llamó Dodge Challenger T/A (Trans Am). Aunque los autos de carrera eran una versión del 340, la versión callejera tomó el 340 y le agregó un trío de carburadores de doble cuerpo sobre la entrada de aluminio del múltiple de admisión Edelbrock, creando el 340 Six Pack, al cual Dodge consideró en la misma clasificación de 290 HP (294 CV; 216 kW) como el motor 340 original; y misteriosamente en la misma clasificación del Camaro Z/28 y el Ford Mustang Boss 302, en realidad alcanzaba alrededor de 350 HP (355 CV; 261 kW). Tomaba el aire a través de un filtro de aire del tamaño de una valija moldeada dentro del capó. Escapes dobles de baja restricción iban desde el silenciador de reserva debajo del baúl con salida en cromo en forma de megáfono cromado frente a las ruedas traseras.
La suspensión especial rallye tenía partes reforzadas e incrementaba la curva de los amortiguadores traseros. El T/A figuraba entre la primera producción de vehículos que usaron diferentes tamaños de llantas delanteras y traseras: delanteras E60 x 15, traseras G60 x 15. La curva modificada elevaba la parte trasera lo suficiente como para despejar la goma trasera y las salidas de escape.
Líneas laterales delgadas, gráficos y spoiler fueron agregados a la imagen del auto. El interior era totalmente surtido. Desafortunadamente el Challenger T/A de carreras no era muy competitivo y la versión de calle sufría de inestabilidad en curvas rápidas, pero podría girar 145 mid en el 1/4 de milla (402 m), lo que haría a cualquier Muscle car pequeño sentirse orgulloso. El T/A solamente estaría disponible en 1970, ya que Dodge se retiraría de la carrera Trans-Am.
Desde su primer año de vida entró a competir con el modelo T/A, que se adaptó para cumplir con las normas del circuito de carreras Trans-Am, organizado por el Club de Autos deportivos de América (SCCA). Este fue el primer vehículo en integrar tamaños de ruedas diferentes al frente y en la parte trasera. También compitió en el 1/4 de milla (402 m), en la categoría Pro Stock de la Asociación Nacional de Hot rods. Entre 1970 y 1971 era uno de los dos muscle cars de Chrysler que dominaba la categoría, junto con el Barracuda.
El Challenger era más compacto que el Charger y a diferencia de este último, se ofrecía en descapotable. La longitud total era de 5 m (196,9 pulgadas), un poco más corto que el Dodge Dart de 5,2 m (204,7 pulgadas). La carrocería era monocasco y la suspensión delantera era independiente, mientras que el eje trasero era rígido, en ambos con barra estabilizadora. Tenía frenos de tambor de alto desempeño en las 4 ruedas y los expertos constataron la falta de firmeza de la suspensión con respecto a sus competidores.
El 1 de marzo de 1970 se presenta un modelo de bajo precio llamado “The Deputy” (el alguacil), que estaba equipado de serie con un motor de seis cilindros en línea de 198 plg³ (3,2 litros) y 125 HP (127 CV; 93 kW).

### 1971

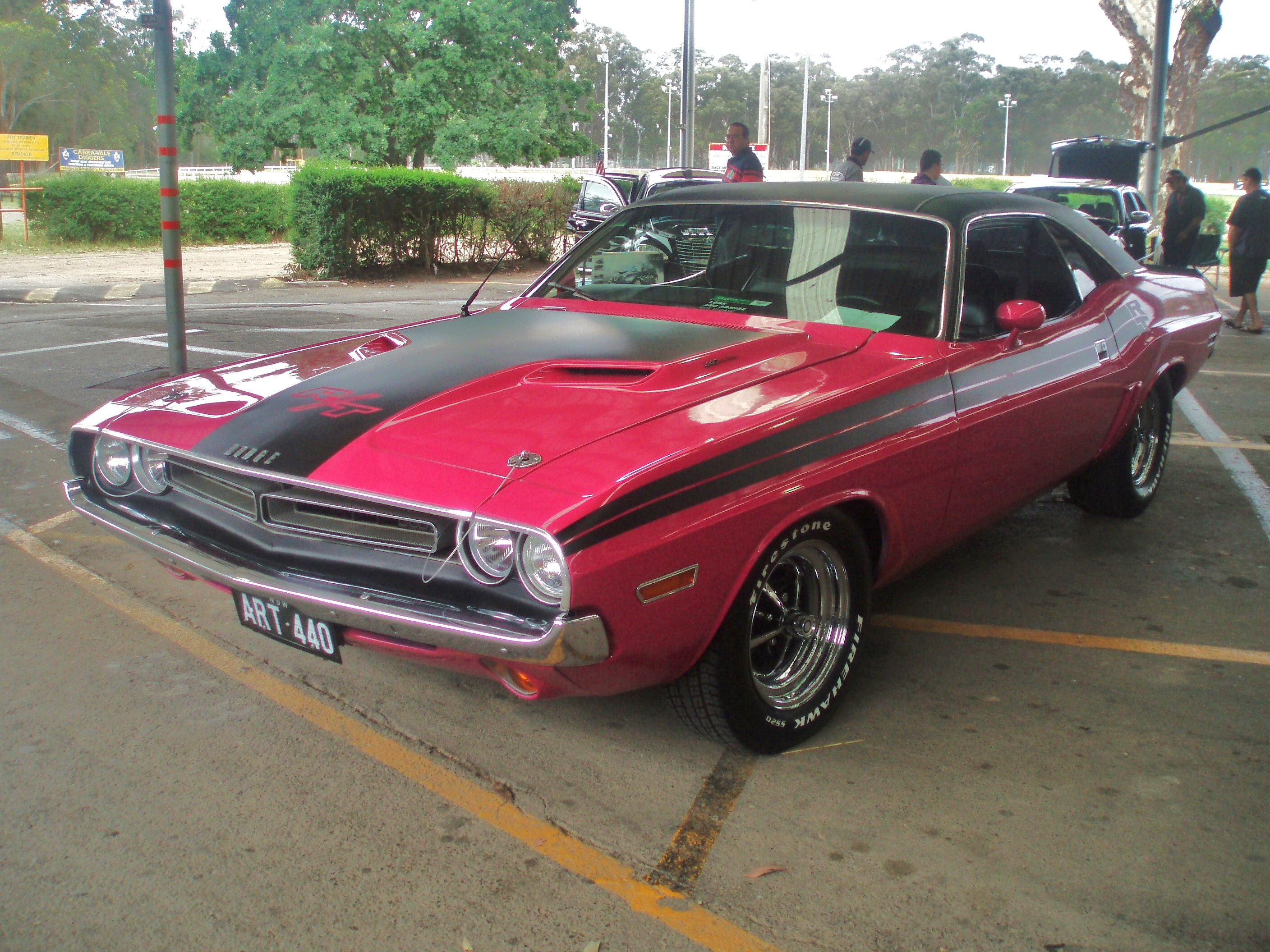
R/T de 1971.

Para 1971, se le cambió la parrilla además de otras modificaciones a partir del modelo 1970. Se promocionó un nuevo Challenger T/A, pero nunca llegó a fabricarse. Posteriormente fue oficialmente abandonado, ya que Dodge se había retirado de las carreras Trans-Am. El R/T descapotable fue también abandonado y el paquete se comercializaba en los modelos base. El R/T 1971 tenía paragolpes en colores en combinación con la carrocería, ranuras de ventilación de frenos decorativas en sus flancos traseros y nuevas líneas adhesivas.
El motor de 383 plg³ (6,3 litros) todavía venía estándar en los modelos R/T, pero fueron recalibrados a 300 HP (304 CV; 224 kW) debido a una compresión más baja solicitada para cumplir con nuevas normas gubernamentales. El motor base era el 440, pero el 440+6 calibrado a 385 HP (390 CV; 287 kW) (5 hp menos que el 1970) y el Hemi, todavía calibrado a 425 HP (431 CV; 317 kW), continuaba comercializándose. Esto no detuvo la severa caída de ventas que sufrió en un 60% solamente en su segundo año.
En 1971, un reducido grupo de comerciantes de Dodge trató de incentivar las ventas con una nueva edición de 50 vehículos oficiales especialmente preparados para la carrera de las 500 Millas de Indianápolis. Esta edición eran los Hemi anaranjados descapotables con interiores en blanco, de los cuales solamente dos tenían opciones de alta performance (desempeño). Uno de los Pace Car (coche de seguridad) que eran descapotables, derrapó y chocó contra la cabina de prensa, hiriendo a varios periodistas.
El motor de base era el “Slant Six” (6 en línea) de 198 plg³ (3,2 litros), aunque la mayoría de clientes (76,5%) escogía el V8 de 318 plg³ (5,2 litros). El RT coupé con sus líneas negras características en los costados, era uno de los coches más llamativos de 1971, en el que el gran público todavía podía adquirir modelos muy similares a los que participan en las carreras. En total se ensamblaron cerca de 29.883 unidades en todas las series.

### 1972

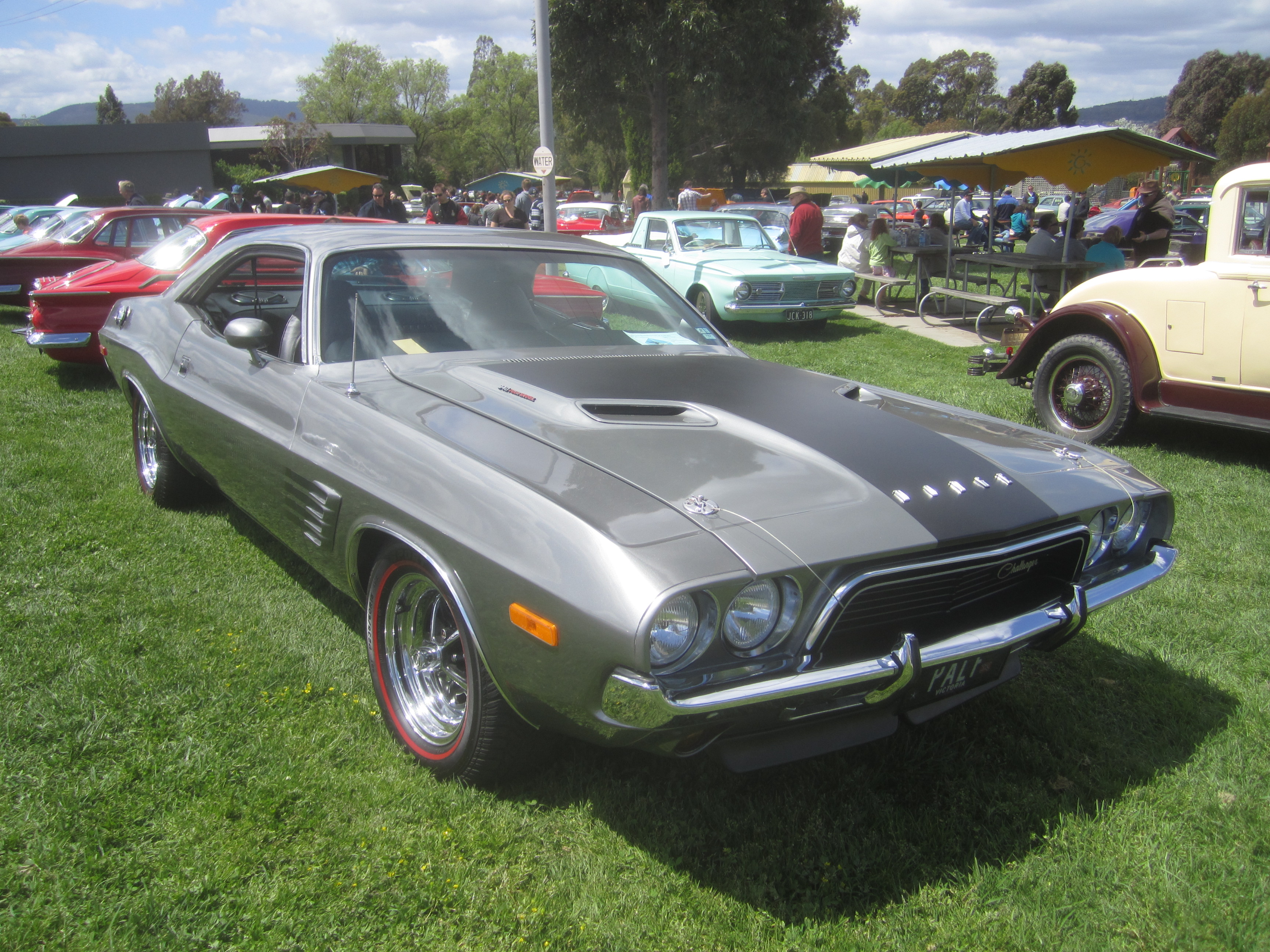
Modelo 1972 con motor 340.

En 1972 logró un estilo nuevo en el frente que incluyó una parrilla rediseñada y más angosta en caja con los bordes hacia abajo. Los críticos notaron la imagen triste que mostraba de su propia castración. La versión R/T de alto rendimiento fue abandonada y los descapotables fueron eliminados. También se abandonaron los 440 y los Hemi. Una nueva versión Rallye reemplazó a los modelos R/T, pero solamente con un motor de 318 plg³ (5,2 litros) con únicamente 150 HP (152 CV; 112 kW). El motor más grande disponible fue el de 340 plg³ (5,6 litros) con solamente 240 HP (243 CV; 179 kW), un llanto lejano comparado con el año anterior.
En la serie base, el motor de serie es el “Slant Six” de 225 plg³ (3,7 litros) y 110 HP (112 CV; 82 kW). En la serie Rallye, el motor de serie era el V8 de 318 plg³ (5,2 litros) y 150 HP (152 CV; 112 kW) y se distingue además por sus ruedas cromadas y sus mejores terminados. Opcionalmente, se seguían ofreciendo motores V8 mucho más potentes, como el Magnum 440. A partir de ese año, la potencia se mide de manera diferente, es decir, en SAE netos en lugar de SAE brutos, al mismo tiempo que el gobierno norteamericano busca que los constructores vendan coches con un consumo de combustible más razonable.

### 1973

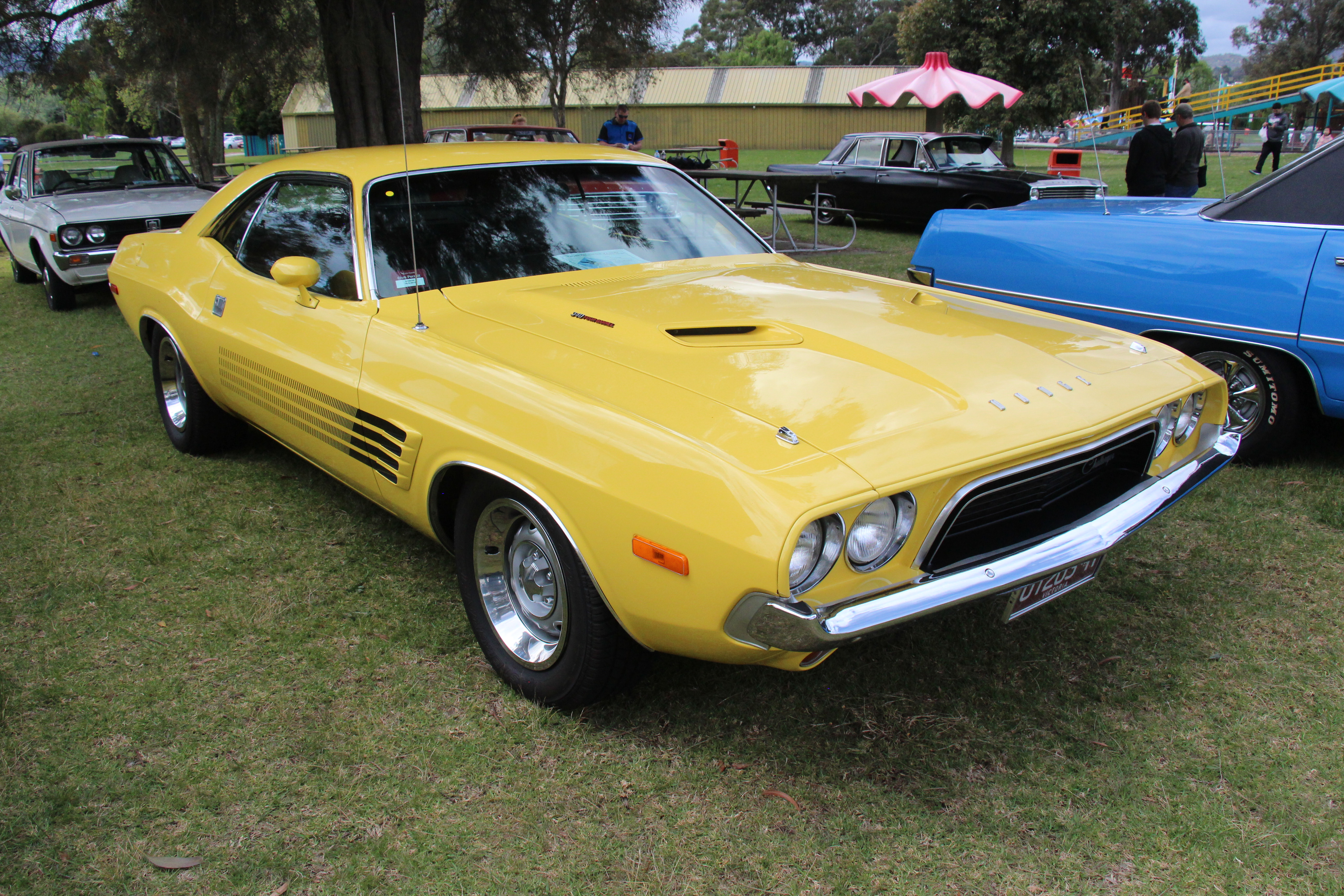
Rallye Hardtop de 1973.

Hacia 1973 continuaba en caída, ya que la edición rally fue abandonada a pesar de que los compradores aun podían pedir opcionales. Este año las ventas continuaron estables a pesar de que la mayoría de estos modelos tenían el de 318 plg³ (5,2 litros) con 150 HP (152 CV; 112 kW), apenas una máquina de "performance". El de 340 plg³ (5,6 litros) con 240 HP (243 CV; 179 kW) continuaba disponible, pero a la mitad de la temporada fue reemplazado por un nuevo V8 de 360 plg³ (5,9 litros) que debutó con 245 HP (248 CV; 183 kW). La capacidad incrementada fue la única manera en que Dodge pudo mantener su poderío ante la emisión de estrictas regulaciones de control.
Se hacen pequeños cambios estéticos, particularmente en el centro de la parrilla. Los parachoques presentan topes de caucho para respetar las nuevas reglamentaciones federales de los Estados Unidos relativas a las colisiones a baja velocidad. Además, los motores deben reducir sus emisiones para evitar la polución, de acuerdo a las nuevas reglas ambientales. Estas restricciones, acompañadas por la Crisis del petróleo de 1973 y el drástico aumento en las primas de seguros para los automóviles de gran potencia, contribuyen a la extinción de los “Muscle Cars”.

### 1974
El año de 1974 sería su último, todavía comercializado con el motor de 360 plg³ (5,9 litros) para aquellos que querían algo de desempeño real. Vivió solamente cuatro años al ser descontinuando en ese año, pero dejó su marca en la era de los Muscle Cars.
Para este año, ya se habían vendido 188.600 unidades. Sin embargo, la crisis petrolera, las regulaciones de seguridad y el aumento en el costo de los seguros, puso fin a la era dorada de los muscle cars.

### Producción
| Modelo              | Slant-6    | V8         | 340+6      | 383        | 440        | 440+6      | 426 HEMI   | Total  |
| ------------------- | ---------- | ---------- | ---------- | ---------- | ---------- | ---------- | ---------- | ------ |
| Hardtop             | 9.929      | 36.951     |            |            |            |            |            | 46.880 |
| Special Edition     | 350        | 5.873      |            |            |            |            |            | 6.223  |
| Convertible         | 378        | 2.543      |            |            |            |            |            | 2.921  |
| R/T Hardtop         |            |            |            | 9.067      | 2.802      | 1.640      | 287        | 13.796 |
| R/T Special Edition |            |            |            | 2.522      | 875        | 296        | 60         | 3.753  |
| R/T Convertible     |            |            |            | 692        | 163        | 99         | 9          | 963    |
| T/A                 |            |            | 2.399      |            |            |            |            | 2.399  |
| Total 1970          | Total 1970 | Total 1970 | Total 1970 | Total 1970 | Total 1970 | Total 1970 | Total 1970 | 76.935 |
| Hardtop             | 1.672      | 18.956     |            |            |            |            |            | 20.628 |
| Convertible         | 83         | 1.774      |            |            |            |            |            | 1.857  |
| R/T Hardtop         |            |            | 1.078      | 3.493      |            | 250        | 71         | 4.892  |
| Total 1971          | Total 1971 | Total 1971 | Total 1971 | Total 1971 | Total 1971 | Total 1971 | Total 1971 | 27.377 |
| Hardtop             | 842        | 15.175     |            |            |            |            |            | 16.017 |
| Rallye              |            |            | 6.902      |            |            |            |            | 6.902  |
| Total 1972          | Total 1972 | Total 1972 | Total 1972 | Total 1972 | Total 1972 | Total 1972 | Total 1972 | 22.919 |
| Hardtop             |            | 32.596     |            |            |            |            |            | 32.596 |
| Total 1973          | Total 1973 | Total 1973 | Total 1973 | Total 1973 | Total 1973 | Total 1973 | Total 1973 | 32.596 |
| Hardtop             |            | 16.437     |            |            |            |            |            | 16.437 |
| Total 1974          | Total 1974 | Total 1974 | Total 1974 | Total 1974 | Total 1974 | Total 1974 | Total 1974 | 16.437 |

### Motorizaciones
| Tipo de motor | Código de motor | Cilindrada       | Diámetro x carrera                | Relación de compresión | Carburador                   | Potencia máxima                    | Par máximo                      |
| ------------- | --------------- | ---------------- | --------------------------------- | ---------------------- | ---------------------------- | ---------------------------------- | ------------------------------- |
| 6 en línea    | Slant-6         | 198 plg³ (3,2 L) | 3,4 x 3,64 plg (86,4 x 92,5 mm)   | 8,4:1                  | Sencillo de una boca         | 125 HP (127 CV; 93 kW) @ 4400 rpm  | 180 lb·pie (244 N·m) @ 2000 rpm |
| 6 en línea    | Slant-6         | 225 plg³ (3,7 L) | 3,4 x 4,125 plg (86,4 x 104,8 mm) | 8,4:1                  | Sencillo de una boca         | 145 HP (147 CV; 108 kW) @ 4000 rpm | 215 lb·pie (292 N·m) @ 2400 rpm |
| V8            | LA              | 318 plg³ (5,2 L) | 3,91 x 3,31 plg (99,3 x 84,1 mm)  | 8,6:1                  | Sencillo de 2 bocas          | 230 HP (233 CV; 172 kW) @ 4400 rpm | 320 lb·pie (434 N·m) @ 2000 rpm |
| V8            | LA              | 340 plg³ (5,6 L) | 4,04 x 3,31 plg (102,6 x 84,1 mm) | 10,2:1                 | Cárter de 4 bocas            | 275 HP (279 CV; 205 kW) @ 5000 rpm | 340 lb·pie (461 N·m) @ 3200 rpm |
| V8            | LA              | 340 plg³ (5,6 L) | 4,04 x 3,31 plg (102,6 x 84,1 mm) | 10,5:1                 | Triples Holley de 2 bocas    | 290 HP (294 CV; 216 kW) @ 5000 rpm | 345 lb·pie (468 N·m) @ 3400 rpm |
| V8            | LA              | 360 plg³ (5,9 L) | 4 x 3,58 plg (101,6 x 90,9 mm)    | 8,4:1                  | Cárter de 4 bocas            | 245 HP (248 CV; 183 kW) @ 4800 rpm | 320 lb·pie (434 N·m) @ 3200 rpm |
| V8            | B (FirePower)   | 383 plg³ (6,3 L) | 4,25 x 3,375 plg (108 x 85,7 mm)  | 9,5:1                  | Cárter BBD de 4 bocas        | 335 HP (340 CV; 250 kW) @ 5200 rpm | 425 lb·pie (576 N·m) @ 3400 rpm |
| V8            | Hemi            | 426 plg³ (7 L)   | 4,25 x 3,75 plg (108 x 95,3 mm)   | 10,28:1                | Dobles Cárter AFB de 4 bocas | 425 HP (431 CV; 317 kW) @ 5000 rpm | 490 lb·pie (664 N·m) @ 4000 rpm |
| V8            | RB              | 440 plg³ (7,2 L) | 4,32 x 3,75 plg (109,7 x 95,3 mm) | 9,7:1                  | Cárter AFB de 4 bocas        | 375 HP (380 CV; 280 kW) @ 4600 rpm | 480 lb·pie (651 N·m) @ 3200 rpm |
| V8            | RB              | 440 plg³ (7,2 L) | 4,32 x 3,75 plg (109,7 x 95,3 mm) | 10,5:1                 | Triples Holley de 2 bocas    | 390 HP (395 CV; 291 kW) @ 4700 rpm | 490 lb·pie (664 N·m) @ 3200 rpm |

## Segunda generación (1978-1984)
De 1978 a 1984 regresó, pero sin la potencia que sí tenían sus predecesores, lo que dejó a sus fanáticos con ganas de más.
El “pony car” desaparece del catálogo de Dodge en 1975, pero el nombre Challenger sería utilizado por la marca más adelante, ya que entre 1978 y 1984 es usado por Chrysler para designar al Mitsubishi Galant Lambda que importaba a Norteamérica en ese momento. Es así como en 1978 se introdujo una segunda generación del modelo, cuya variante fue producida hasta 1983 cuando fue descontinuado por parte del fabricante.
A finales de la década de 1970, los fabricantes norteamericanos son conscientes que no tienen la capacidad para fabricar automóviles compactos de buena calidad y deciden comercializar modelos traídos del Japón o de Europa.
En 1978, la versión coupé del Mitsubishi Galant era uno de los máximos rivales del Toyota Corolla y del Honda Accord y gracias a una alianza entre Chrysler Corporation y Mitsubishi que databa desde 1971, se importó a Estados Unidos también bajo la nomenclatura "Plymouth Sapporo". Desde el primer momento, ambos vehículos enfatizaban con dos conceptos diferentes y eso a pesar de que sus mecánicas eran totalmente idénticas. Mientras que el Plymouth Sapporo era un coche que se enfocaba más hacía la refinación y el lujo, el Challenger se enfatizaba más hacía la deportividad ofreciendo colores brillantes, franjas en su carrocería y unas líneas que se volvieron muy típicas a finales de los años 70 y se que dieron a conocer como "la generación de los Fox Body".
Las dos motorizaciones disponibles eran convencionales cuatro cilindros en línea. El más "humilde" era un 1,6 litros (97,6 plg³) que entregaba 77 HP (78 CV; 57 kW), mientras que el de mayores prestaciones era un extraño y grande 2,6 litros (158,7 plg³) con 105 HP (106 CV; 78 kW), el cual introducía por primera vez en el mercado americano un eje equilibrado con el fin de solucionar los problemas de vibraciones que arrastraba este motor. Esta versión fue considerada como una buena alternativa para aquellos que buscaban un coche con prestaciones, barato y que se ofrecía a la personalización. Con todo esto y, a pesar de que tuviese que competir con el Mustang durante los seis años que estuvo comercializándose, se vendieron unas 13.000 unidades al año, lo cual no estaba nada mal.
A pesar de lo que pueda parecer, el modelo con el motor de 2,6 litros (158,7 plg³) fue considerado durante aquellos años un buen ejemplar para meterle mano en el garaje de casa y una opción de compra barata y fiable para adquirir un coche con buenas prestaciones.
En 2008, decidieron revivirlo basándose en la primera generación del modelo usando un diseño retro futurista.

## Tercera generación (2008-2023)
En el Salón del Automóvil de Detroit de 2006 se presentó el prototipo del Challenger con un motor Hemi y desde ese día se recibieron muchas peticiones por parte de entusiastas de los coches para que el prototipo pasara a producción. Los deseos de los fanáticos no tardaron en ser escuchados y en 2008 lanzaron el Challenger SRT8. Desde entonces se han creado distintas versiones del vehículo, como el Hellcat.
Actualmente el Challenger cuenta con cinco versiones diferentes dentro de su gama: GT Dual Stripes con un motor Pentastar V6 de 305 HP (309 CV; 227 kW), Scat Pack con un motor V8 Hemi de 485 HP (492 CV; 362 kW); SRT Widebody y SRT, ambos con un V8 Hemi sobrealimentado de 717 HP (727 CV; 535 kW); y el SRT Hellcat Redeye.
El 3 de diciembre de 2007, Chrysler comenzó a tomar depósitos para la tercera generación que se estrenó el 6 de febrero de 2008, simultáneamente en el Salón del automóvil de Chicago y de Filadelfia.
Con un precio para el lanzamiento de US$ 40.095, esta nueva versión es un coupé de 2 puertas que comparte elementos de diseño con la primera generación, a pesar de ser significativamente más largo y más alto. El chasis sufrió una modificación, acortando distancia entre ejes, esta versión de la plataforma LX que se basa el Dodge Charger de 2006, el Dodge Magnum 2005-2008 y el Chrysler 300C de 2005.
Todos los modelos 2008 SRT8 fueron equipados con el V8 Hemi de 6059 cm³ (6,1 L; 369,7 plg³) y un transmisión automática AutoStick de 5 velocidades, lo que supera al legendario Hemi Challenger de 1970.
Las unidades totales para 2008 fueron 6.400 pre-vendidos y la producción comenzó el 8 de mayo de 2008. Chrysler Canadá solamente ofreció 500 unidades y Chrysler de México ofreció solamente 100 unidades para ese país con un motor de 425 HP (431 CV; 317 kW) de potencia (SAE netos), en la versión SRT/8. Chrysler subastó dos SRT8 de 2008 sin fines de lucro, cuya primera unidad fue subastada en US$ 400.000 para beneficiar a la organización notMYkid; y un 'B5' Azul con el número #43 en una oferta ganadora de US$ 228.143 con el producto a la salida de Victory Gang Camp.
Muchas de la "primeras entregas" del Challenger fueron preventa, como ocurre a menudo con un vehículo de lanzamiento muy esperado. En el Salón del Automóvil de Nueva York de 2008, Chrysler presentó la línea completa del Challenger para 2009, con tres equipamientos a elegir: SE, R/T y SRT8.

### Challenger SRT10 Concept

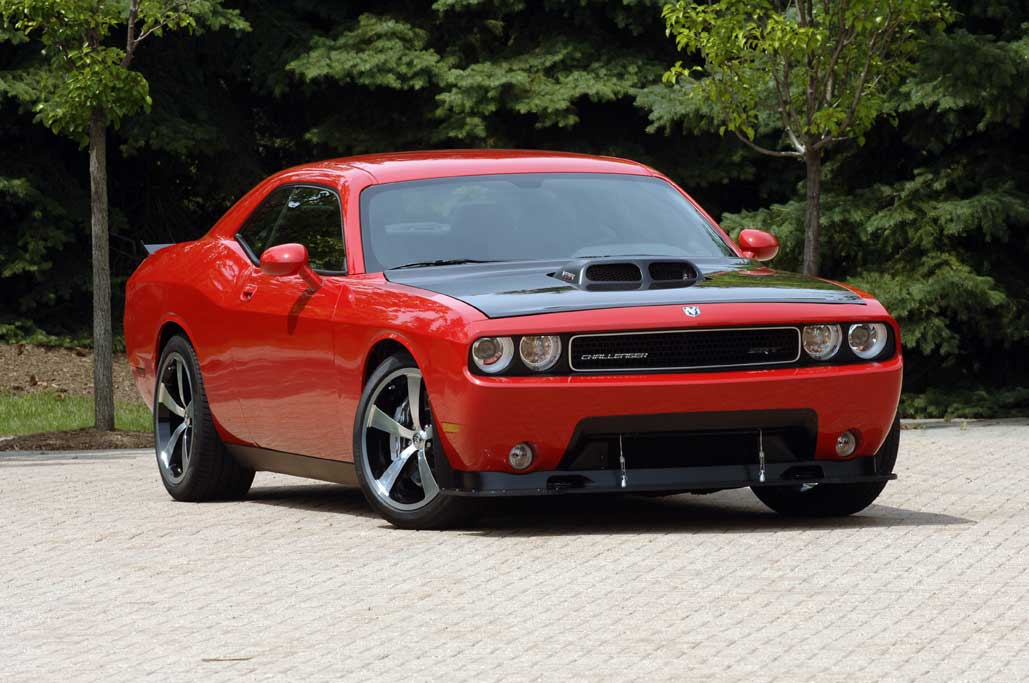
Challenger SRT10 Concept.

Siete años antes de que llegara el Hellcat, un concepto de vehículo apareció en el SEMA Show de 2008 que ha conservado la esencia de sus antepasados hasta el día de hoy.
Utiliza la misma motorización del Dodge Viper SRT-10 con un motor V10 de 8382 cm³ (8,4 L; 511,5 plg³) y 600 HP (608 CV; 447 kW) de potencia con un "Shaker Hood" y amortiguadores de la marca Bilstein, un kit (paquete) de carrocería diferente y transmisión manual.
El número que acompaña siempre a las siglas SRT hacen referencia al número de cilindros. Las cifras que lleva bajo el capó son las mismas que en el Viper SRT10: 600 HP (608 CV; 447 kW) y 760 N·m (561 lb·pie) de par máximo. Con estos datos, sería normal que en las arrancadas salga humo de las ruedas.
Se ha añadido al capó de fibra de carbono el típico Shaker Hood, esa entrada de aire tan típica de los años 70 y que sirve como homenaje a uno de los más queridos muscle cars: el Hemi ‘Cuda de 1970. La fibra de carbono se extiende también al portón del maletero y al alerón que se ha incluido. Este material también lo encontramos en los bajos del paragolpes delantero. Con esa potencia añadida, hace falta un buen sistema de frenos para parar el coche. Además, Bilstein pone los cuatro nuevos amortiguadores, con un tratado adecuado para esa potencia y que le dota de una mejor respuesta en curvas.
El interior también se decora con fibra de carbono, que se extiende por los guarnecidos de las puertas y algunos detalles del salpicadero. Los asientos son de corte más deportivo (como en el Viper), con un botón de encendido del motor.

### Kit de aceleración tipo Drag
Un modelo de carreras altamente modificado, diseñado exclusivamente para las competencias NHRA, sobre la base de Challenger SRT-8. El coche es 1000 libras (454 kg) más ligero que el vehículo de la calle mediante la eliminación de la producción de los principales componentes y sistemas. Para acentuar el peso de ahorro, se utilizan policarbonato y componentes ligeros diseñados para la fricción, que serán parte del nuevo paquete de coches programa. El motor fue reubicado para mejorar el ángulo de tracción y distribución de peso. La distancia entre ejes de 116 pulgadas (294,6 cm) se acortó en 1/2 de pulgada (12,7 mm). También ofrece una horquilla delantera con perno en "crossmember" (travesaño) y sólidos soportes del motor. Al menos 100 unidades con este kit de carreras fueron construidos para satisfacer las necesidades de la NHRA. Las opciones incluyen los motores Hemi de 5654 a 6059 cm³ (5,7 a 6,1 L) (345 a 369,7 plg³), que se encuentran disponibles con transmisión automática o manual.
La edición "Big Daddy" Don Garlits inició con el tercer ejemplar del paquete de automóviles de carrera de velocidad ("arrancones") y los planes de carrera en la competencia de NHRA, el cual fue presentado en el SEMA Show de 2008. Estaba disponible con motores de 5654 a 6059 cm³ (5,7 a 6,1 L) (345 a 369,7 plg³) o incluso con el Magnum Wedge de 5,9 L, que podrían haberse fabricado hasta 40 unidades, de acuerdo con Mopar en las categorías Super Stock y Stock Eliminator.

### Challenger SE

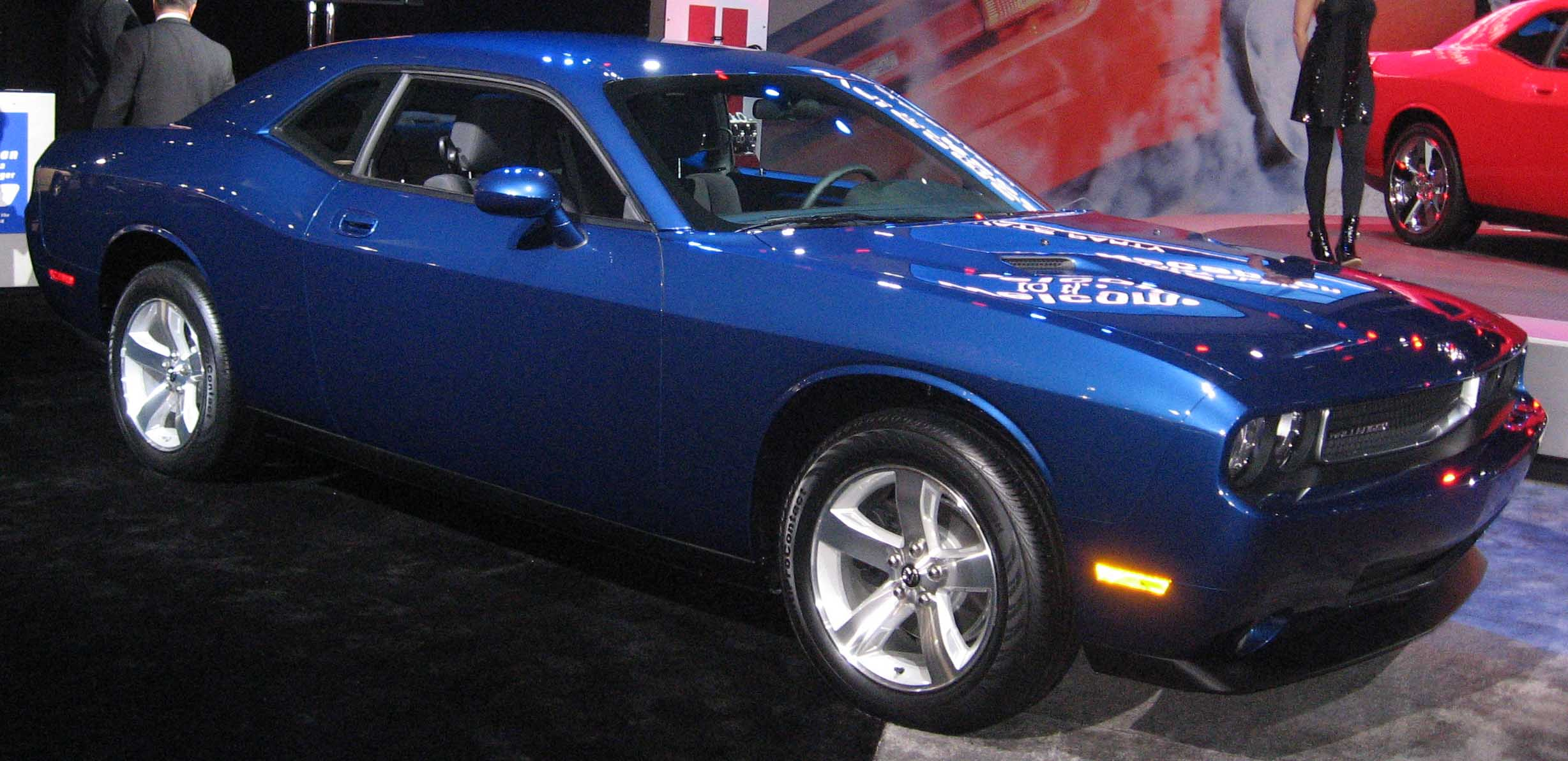
SE de 2009 en el Salón del Automóvil de Nueva York de 2008.

Es el modelo más básico del Challenger y que salvo algunos detalles como las llantas de menor diámetro o la ausencia de detalles en la carrocería, poco más tiene que envidiar a sus hermanos mayores, estéticamente hablando. Es impulsado por un motor V6 High Output (alto desempeño) de 3518 cm³ (3,5 L; 214,7 plg³) que produce 250 HP (253 CV; 186 kW) y 339 N·m (250 lb·pie) de par. Puede alcanzar los 250 km/h (155 mph) y tiene una transmisión automática de cuatro velocidades.
Tiene diferentes colores exteriores, los interiores se encuentran disponibles con tela o cuero. Las características estándar incluyen: aire acondicionado, elevalunas eléctricos, cerraduras eléctricas, espejos eléctricos, control de crucero adaptativo y llantas de 17 pulgadas (43,2 cm). También están disponibles con tapicería de cuero, asientos delanteros calefactables, techo solar, llantas de 18 pulgadas (45,7 cm) y un equipo de audio. Como opciones de seguridad, cuenta con frenos con sistema ABS y control de tracción y de estabilidad.
En el mercado canadiense se ofrece el SXT, similar al SE, aunque es todavía más generoso en términos de características estándar, que incluyen el ESP, el sistema de alarma y llantas de 18 pulgadas (45,7 cm).

#### SXT Plus

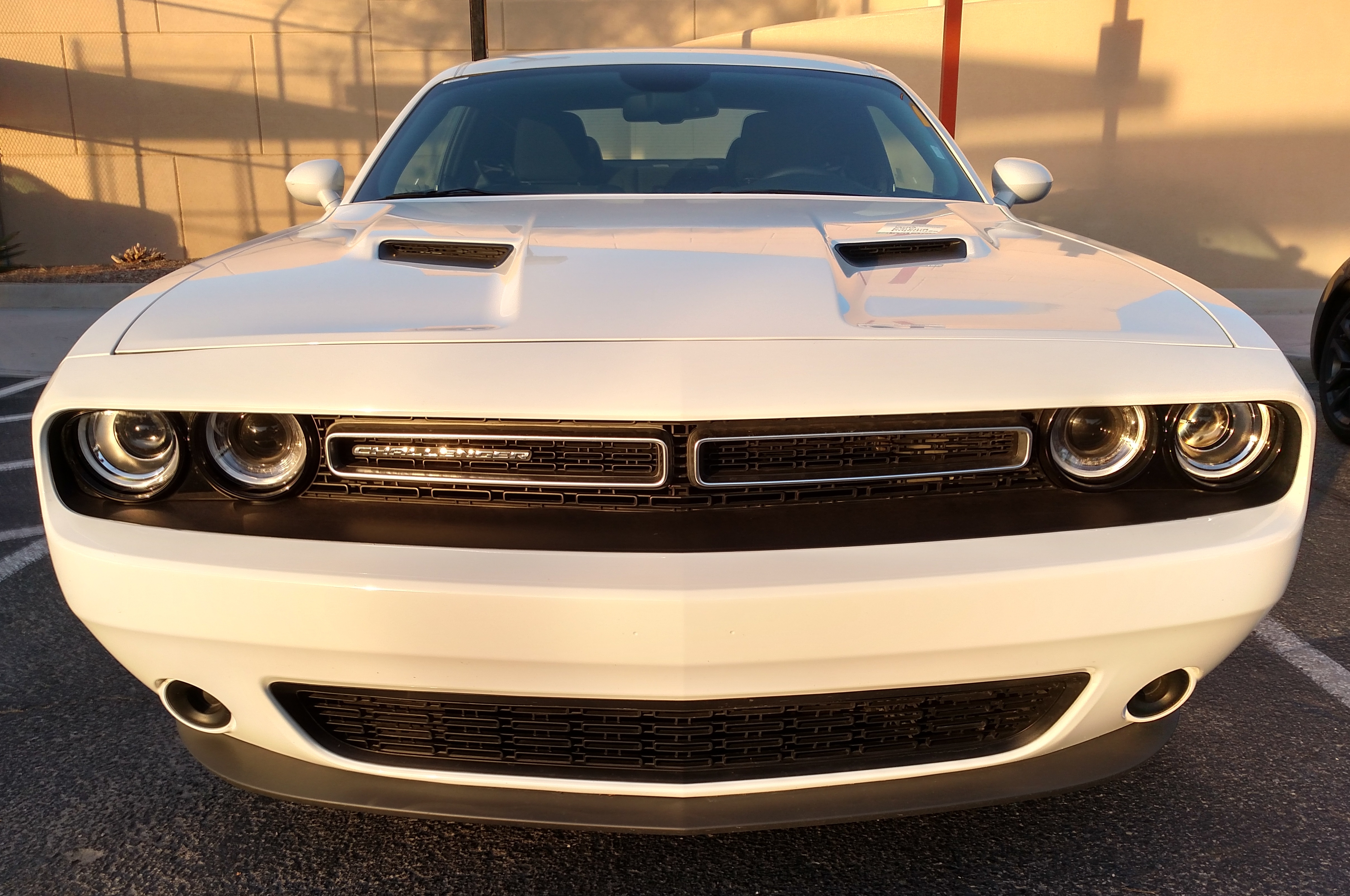
SXT de 2015.

Aunque el Hellcat convencería más personas en la sala de exhibición, el SXT Plus será el que comprará la mayoría, así que esta es la mejor opción. Mantiene su parrilla dividida de agresivo aspecto y sus “cejas” acanaladas, estilo 1971, que aunque está rodeada de material brillante, lo que sugiere que hay un V6 oculto debajo del capó, ya que los V8 tienen un marco negro alrededor, otros elementos de diseño como el bifurcador de aire delantero y los respiraderos del capó totalmente funcionales, indican que hay algo más robusto debajo. Incluso la protuberancia del capó es más prominente en comparación con su predecesor. Las ruedas de 20 pulgadas (50,8 cm) son estándar en el nivel SXT Plus, pero si se opta por el Super Track Pak, las ruedas vienen pintadas de negro, además de agregar neumáticos, suspensión, frenos y palancas de cambio orientados al rendimiento.
Su habitáculo interior está muy bien renovado y con materiales de alta calidad, algo que el viejo Challenger no tenía. Cuenta con asientos deportivos de Napa de primera calidad, en los que uno se sienta muy cómodamente. Un nuevo volante y la caja de cambios usual transforman todavía más el interior y la consola central es todavía más orientada al conductor, con una pantalla táctil de 8,1 pulgadas (20,6 cm) y el sistema de información y entretenimiento Uconnect. También tiene detalles estándar, como la calefacción y ventilación de los asientos delanteros. Los asientos traseros en ofrecen más espacio para las piernas con 37,1 pulgadas (94,2 cm) y espacio para la cabeza con 33,1 pulgadas (84,1 cm) que el Ford Mustang y el Chevrolet Camaro, haciendo más práctico este auto para el uso cotidiano, incluso sería excelente para viajar por carretera, al contar con un maletero de 16,2 pies cúbicos (458,7 dm³). Se puede optar por el paquete Driver Convenience, que incluye sistemas de detección de puntos ciegos y de cruce de tráfico posterior junto con el sistema de encendido remoto y faros HID.
Está equipado con el motor V6 Pentastar de 3605 cm³ (3,6 L; 220 plg³) reales, que proporciona 305 HP (309 CV; 227 kW) y 268 lb·pie (363 N·m) de par máximo, siendo cifras comparables con el Camaro V6 de 323 HP (327 CV; 241 kW) y con el Mustang también V6 de 305 HP (309 CV; 227 kW). La caja de cinco velocidades ha sido reemplazada por una automática de ocho velocidades, la cual aumenta el ahorro de combustible desde 18 a 27 mpgAm (13,1 a 8,7 L/100 km) (7,7 a 11,5 km/L) en ciudad y de hasta 19 a 30 mpgAm (12,4 a 7,8 L/100 km) (8,1 a 12,8 km/L) en carretera, además de que los cambios suaves e impecables de esta nueva caja de cambios hacen que sea un poco más rápido.
En las pruebas ha logrado el 0 a 60 mph (97 km/h) en 6 segundos, una mejora con respecto a los 6,4 segundos del Challenger Rallye 2011. En el 1/4 de milla (402 m) pasó en 14,5 segundos con una velocidad de detención de 96,9 mph (155,9 km/h); mientras que el Rallye lo hizo en 14,8 segundos a 94,8 mph (152,6 km/h). En el circuito se desempeñó en con una vuelta en 27,9 segundos y 0,73 g promedio frente a 27,0 segundos del Rallye y 0,62 g. Aunque su suspensión de rendimiento le permitió mantenerse muy estable, realmente puede sentir las 3900 lb (1769 kg) de peso.

### Challenger R/T

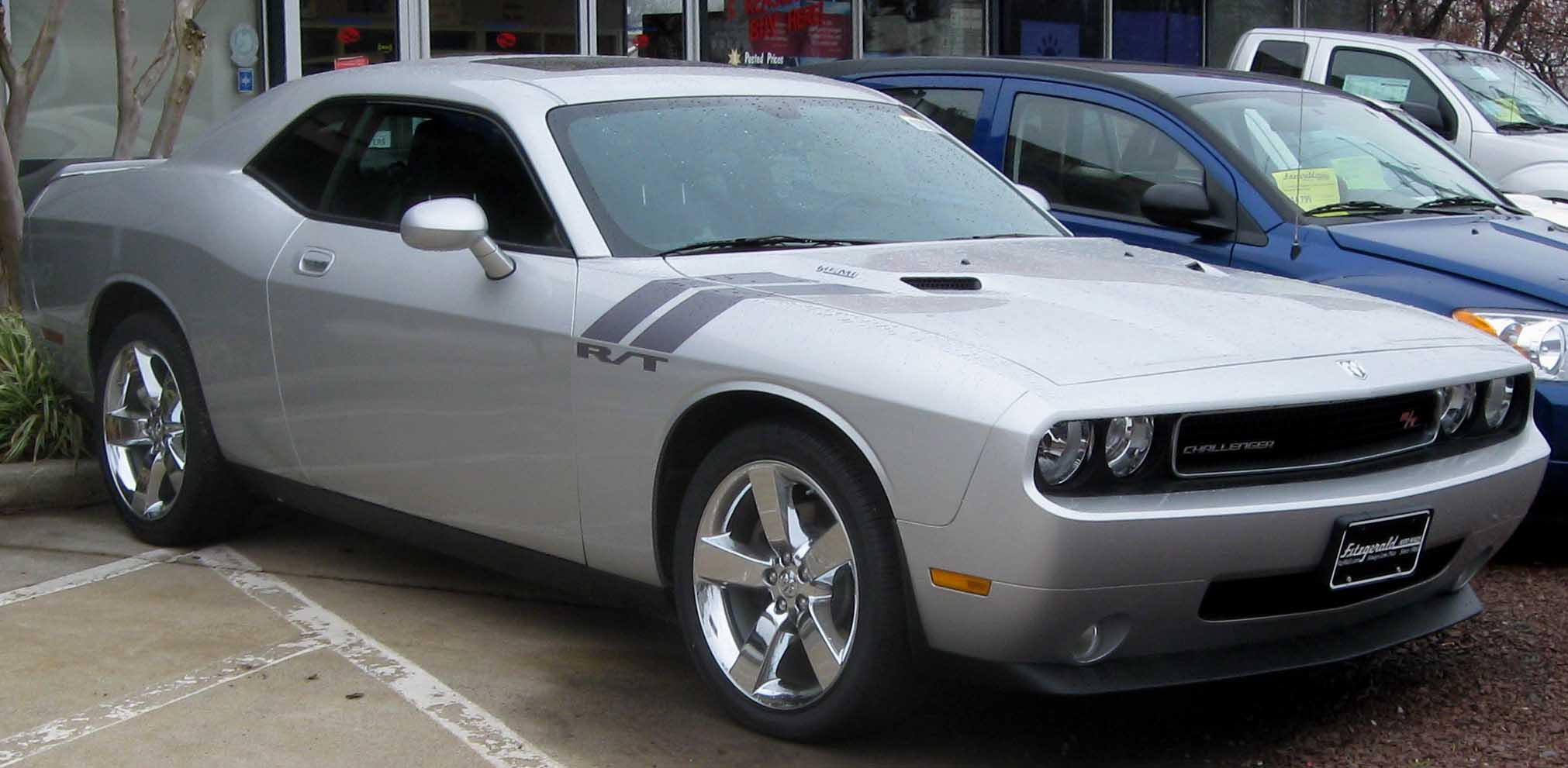
RT de 2009 en Wheaton (Maryland).

El nivel medio es impulsado por un potente V8 Hemi de 5654 cm³ (5,7 L; 345 plg³) con el que es capaz de producir 375 HP (380 CV; 280 kW) y 404 lb·pie (548 N·m) de par junto a una transmisión automática de 5 velocidades o manual de 6 velocidades más precisa.
Con la manual de 6 velocidades y complementando con el Multi-Sistema de Desplazamiento (MDS), supone un ahorro de combustible de casi el 20%, dependiendo de las condiciones del tráfico y de la conducción; mientras que el V8 de 5654 cm³ (5,7 L; 345 plg³) con transmisión automática tiene 375 HP (380 CV; 280 kW) de potencia y 398 lb·pie (540 N·m) de par. Hace el 0 a 100 km/h (62 mph) en menos de 6 segundos, siempre que se use combustible Premium.
Entre su equipamiento cuenta con el sistema MyGig, un sistema multimedia que incluye el equipo de sonido y el sistema de navegación. También cuenta con el sistema UConect, que gracias al Bluetooth conecta el manos libres del coche con el teléfono móvil o los sistemas Keyless Go o Remote Start. En el primer caso, el arranque se hace mediante un botón y en el segundo caso permite arrancar el coche a distancia.
En cuanto a la seguridad cuenta 25 elementos de serie, como pueden ser los airbags laterales de cortina, airbags frontales con varias etapas de activación, ABS, ESP, control de tracción, Brake Assist para asegurar las frenadas de emergencia, Hill Start Assist para el cambio manual, encendido y apagado automático de las luces o el sistema de monitorización de la presión de los neumáticos.
También está disponible el R/T con el "Track Pak" como opción, que incluye una transmisión manual de 6 velocidades, diferencial anti-spin 3,73 con llantas de 18 pulgadas (45,7 cm), u opcionales de 20 pulgadas (50,8 cm), así como opción de desconectar el ESP.

### Challenger SRT-8

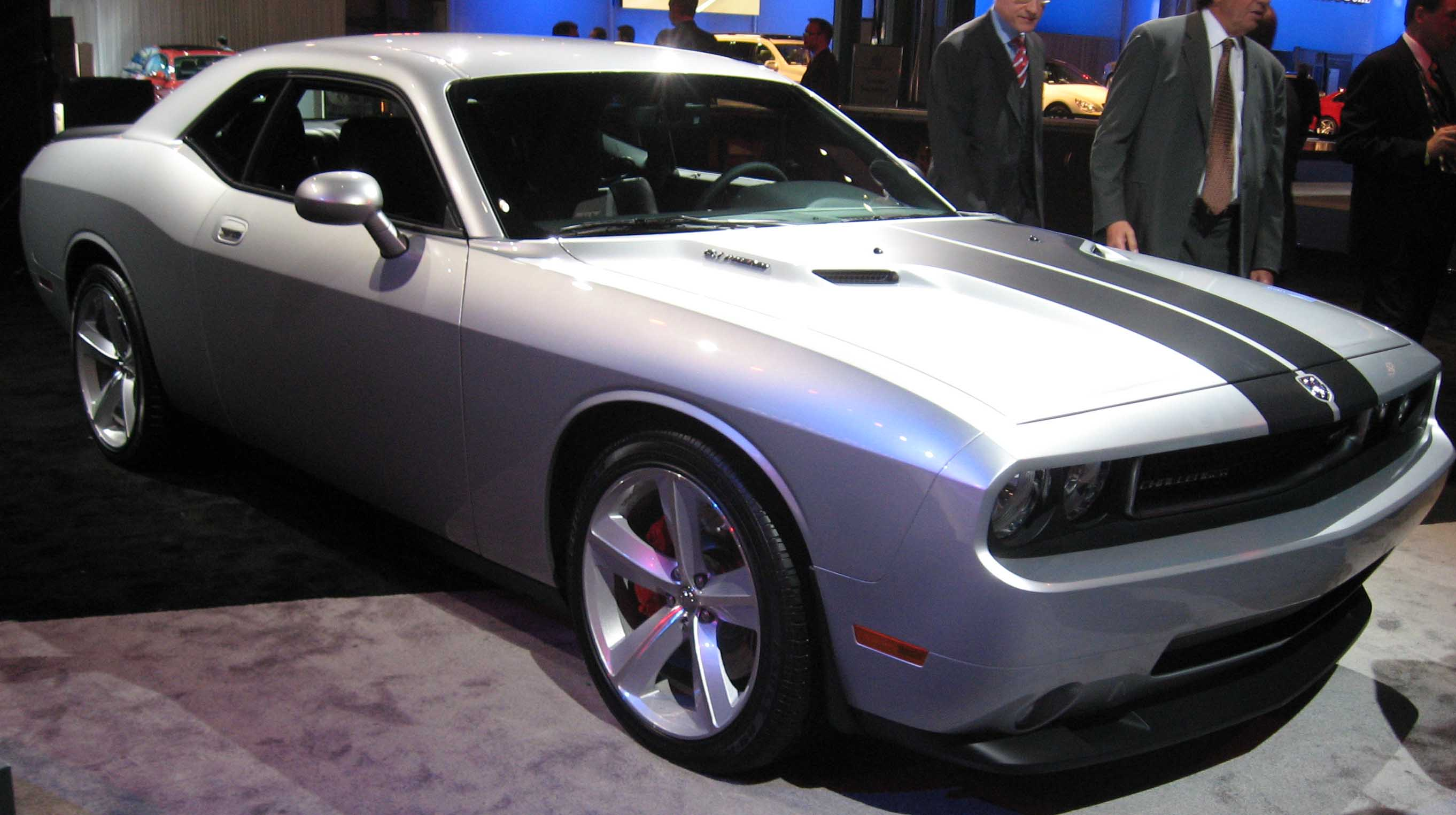
SRT-8 de 2009 en el Salón del Automóvil de Nueva York de 2008.

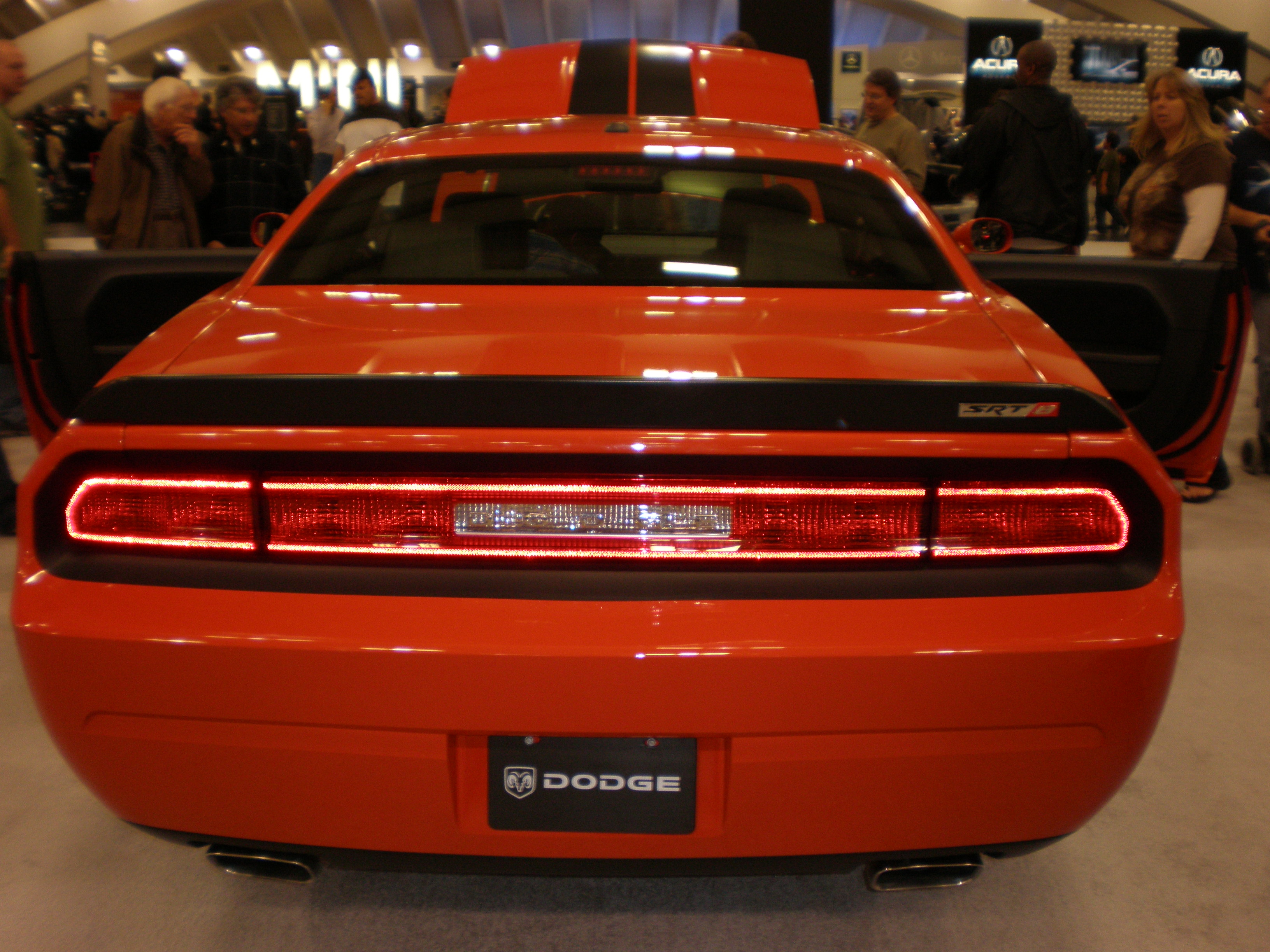
Vista trasera en el Salón del Automóvil de San Francisco (California) de 2008.

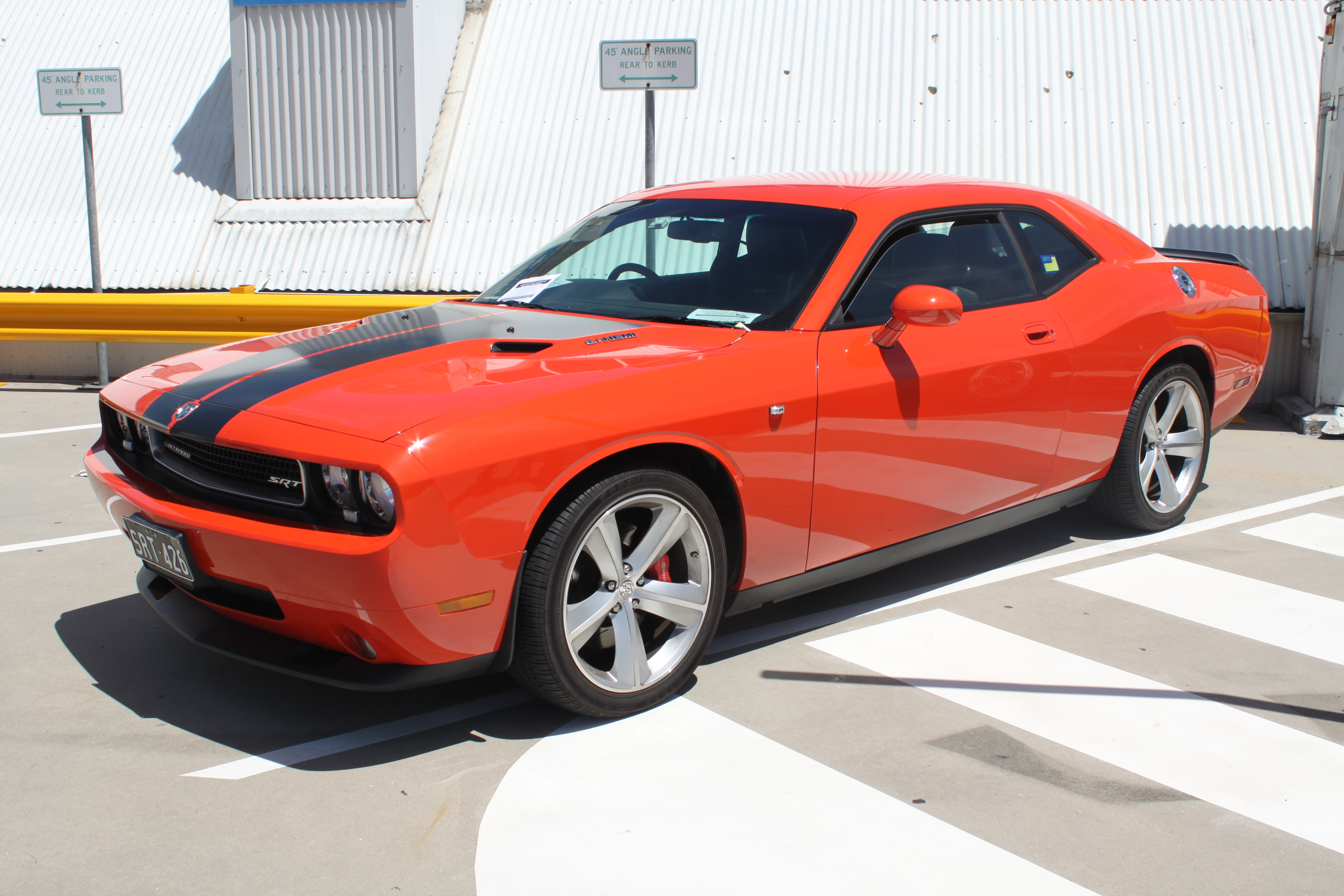
SRT8 de 2011

El SRT-8 2009 es prácticamente idéntico a su homólogo 2008, con la principal diferencia de la posibilidad de elegir una transmisión automática de 5 velocidades o una manual de 6 velocidades. Como características estándar se incluyen grandes frenos Brembo, una suspensión mejorada, los faros bi-xenón, asientos deportivos de cuero con calefacción, encendido sin llave, radio por satélite Sirius y rines de 20 pulgadas (50,8 cm), ruedas de aluminio forjado, además de la mayoría de los servicios ofrecidos en la parte inferior de R/T y SE, tales como el aire acondicionado y control de crucero. Además, en 2009 tendría un diferencial mejorado.
Después de 35 años de ausencia, el salón de Chicago acogió la presentación de uno de los iconos de Dodge en su historia: el Challenger SRT8, que representa un diseño que recuerde a los clásicos, pero que cuente con la tecnología actual. De los tres contendientes de las renovadas "Pony Wars", el Challenger SRT8 es el único que de verdad conserva las líneas de un muscle car. Conserva de sus antecesores su tamaño, ya que aunque comparte la plataforma LX con el Dodge Charger y Chrysler 300C, es una pulgada más largo que este último, algo más de 5 m (196,9 pulgadas) del largo.
De su diseño destaca sobre todo las "Racing Stripes" (rayas de carreras) que decoran su capó, en símil de fibra de carbono y con un toque de los años 70. Una de las cosas más comentadas fue la eliminación de la parrilla en cruz tan característica de los Dodge. Las ópticas traseras se han revisado y rediseñado, volviendo al diseño original del modelo de 1970, con la luz de marcha atrás situada en el centro de la zaga. Otro detalle que recuerda a los modelos clásicos, es la tapa del depósito del combustible, prácticamente igual a la utilizada antaño. El alerón de cola de pato también rememora los viejos tiempos, así como su imponente figura, remarcada por una cintura mucho más prominente que en el clásico.
Tal vez la única desventaja es su gama de colores, ya que únicamente estarían presentes en el catálogo el Hemi Orange, el Bright Silver Metallic y el Brilliant Black Crystal Pearl Coat. Al ser una edición limitada, no pueden faltar las placas con el número de serie en el interior.
Es propulsado por un V8 Hemi de 6059 cm³ (6,1 L; 369,7 plg³) que produce 425 HP (431 CV; 317 kW) y 569 N·m (420 lb·pie) de par máximo. A pesar de no ser un coche pequeño, su aceleración en el 0 a 100 km/h (62 mph) está por debajo de los 5 segundos, mientras que el 1/4 de milla (402 m) lo hará en menos de 14 segundos y es capaz de hacer el 0-160 km/h (99 mph)-0 en apenas 17 segundos. Tanto su motor como su equipo de frenos Brembo van a estar a la altura de las exigencias a las que van a someterlo.
El interior pierde bastante respecto al interior del Challenger Concept, pero los indicadores del salpicadero siguen teniendo un aire clásico.

### Challenger R/T Classic

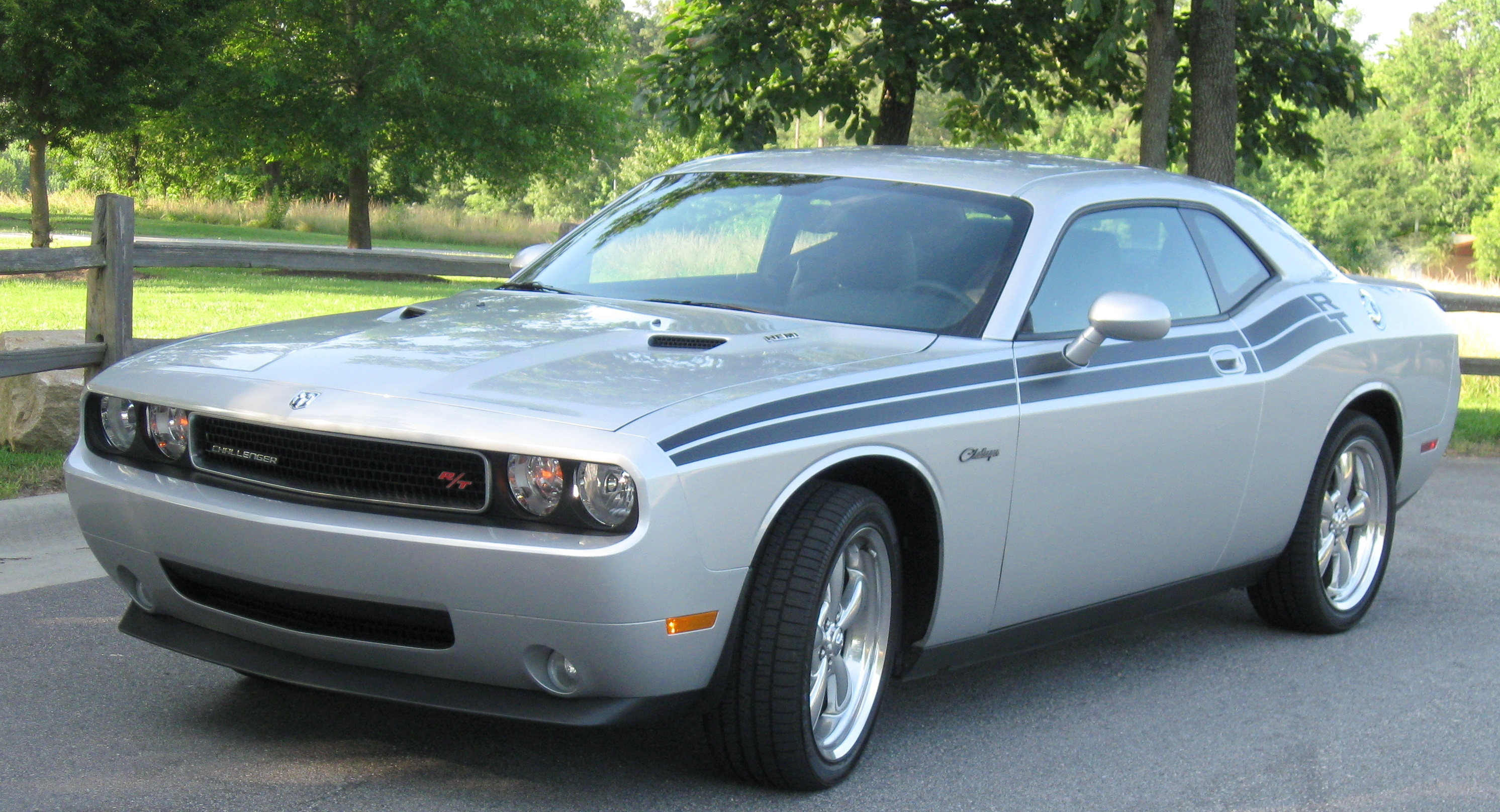
R/T Classic de 2010.

El catálogo de 2009 muestra el aspecto "clásico" de la versión Challenger R/T del modelo de 1970, con el Hemi 5654 cm³ (5,7 L; 345 plg³), toques retro y aspectos tales como la secuencia de comandos, insignias con la leyenda "Challenger" en la parte frontal y en los paneles franjas en negro con la leyenda "R/T ".
Según Chrysler confirmó en un comunicado de prensa, vendría con transmisión manual de 6 velocidades como estándar. Estaría disponible en Negro Brillante, Cristal Perlado, Plata Brillante Metálico, Piedra Blanca y en tres colores retro: Hemi-Naranja, Azul TorRed y B5, con precios desde US$ 34.005, incluidos los de transporte, la producción se iniciaría en febrero de 2009.
Entre las características opcionales más destacables, se incluyen: Techo solar, llantas cromadas, alarma, faros de alta intensidad, encendido sin llave a distancia, controles en el volante, ordenador de a bordo, espejo retrovisor electrocrómico, unidad de disco duro, sistema de navegación, conexión sin cables para el teléfono móvil, suspensión de aire, luces de circulación diurna, entre otras.

### Mopar '10

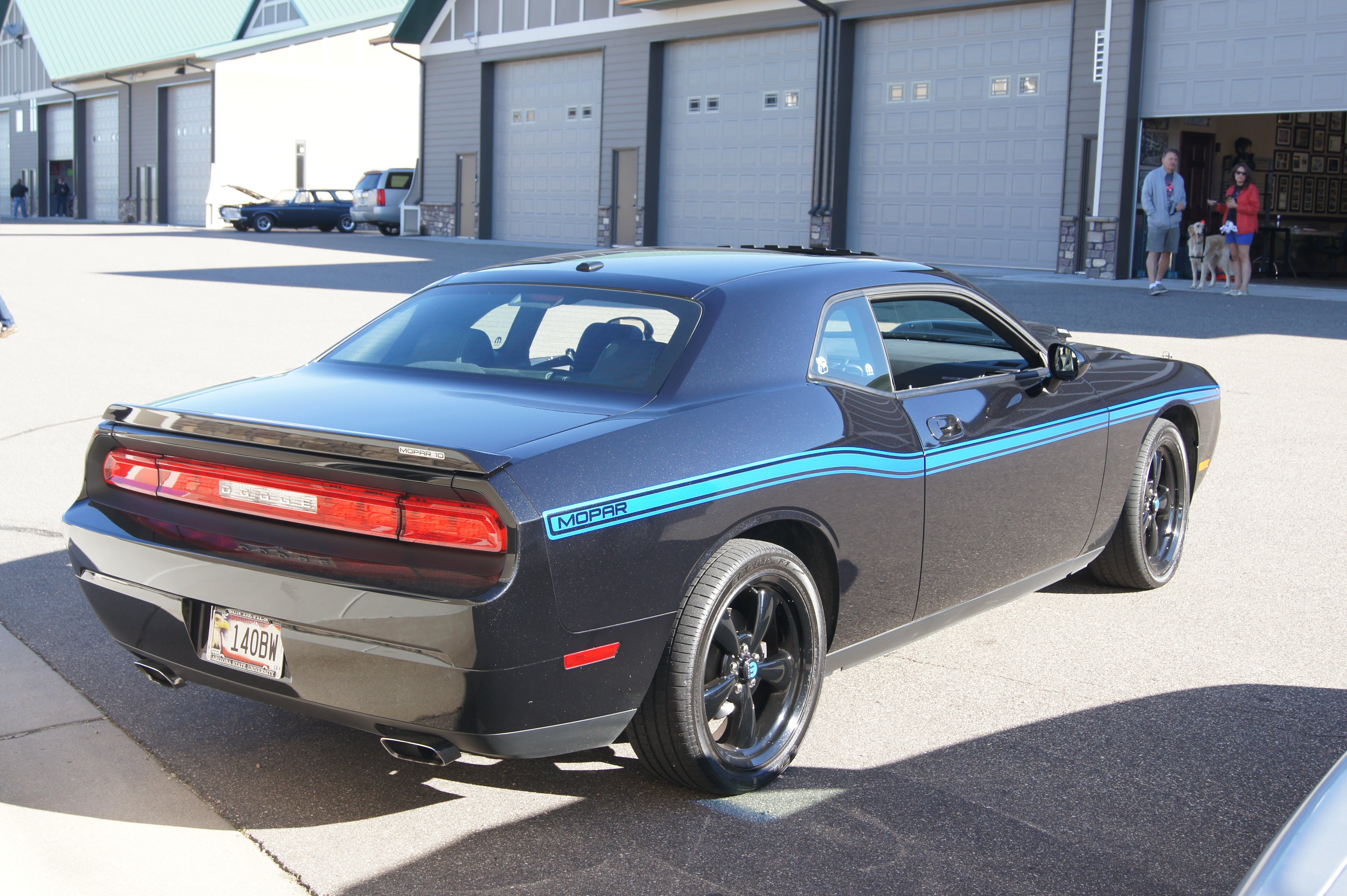
R/T Mopar '10.

Fue el primer modelo desarrollado en conjunto por Dodge y Mopar. La división Mopar del grupo Chrylser es la encargada de la fabricación y desarrollo de piezas posventa ("aftermarket") para los coches del grupo. Fue lanzado como una edición especial limitada a 5000 unidades, que se presentó como una alternativa más radical al modelo base. Todos tendrían exclusivamente en el exterior el color Brilliant Black, con las bandas laterales en tres colores diferentes: Mopar Blue, Red o Silver.
En el exterior presentaba varios detalles exclusivos para este versión. Lo más destacable en su nuevo capó era la toma de aire funcional de tipo T/A y los cierres de seguridad. Continuando con la delantera, la parrilla frontal estaba acabada en negro brillante e incluye el logotipo de Mopar. Otros detalles estéticos se encontraban en las nuevas llantas de 20 pulgadas (50,8 cm), con un diseño claramente clásico de cinco radios. Más logotipos de Mopar venían en las ventanillas traseras y en el portón trasero.
El interior también se modifica, al presentar un tapizado que corre a cargo de Katzkin, con cuero para los asientos y el volante, que según la nota de prensa, tiene las costuras imitando a una pelota de béisbol en el mismo color que las bandas laterales. El cambio de marchas presenta un mando tipo T para los automáticos y "Pistol Grip" (mango de pistola) para los manuales, como los clásicos Challenger.
Bajó el capó cuenta con el motor V8 Hemi de 5654 cm³ (5,7 L; 345 plg³) del modelo base y sin cambios aparentes en su mecánica, salvo la nueva cubierta del motor firmada por Mopar y que deja pasar sobre ella una nueva barra de torretas.

### SRT8 392 Edition

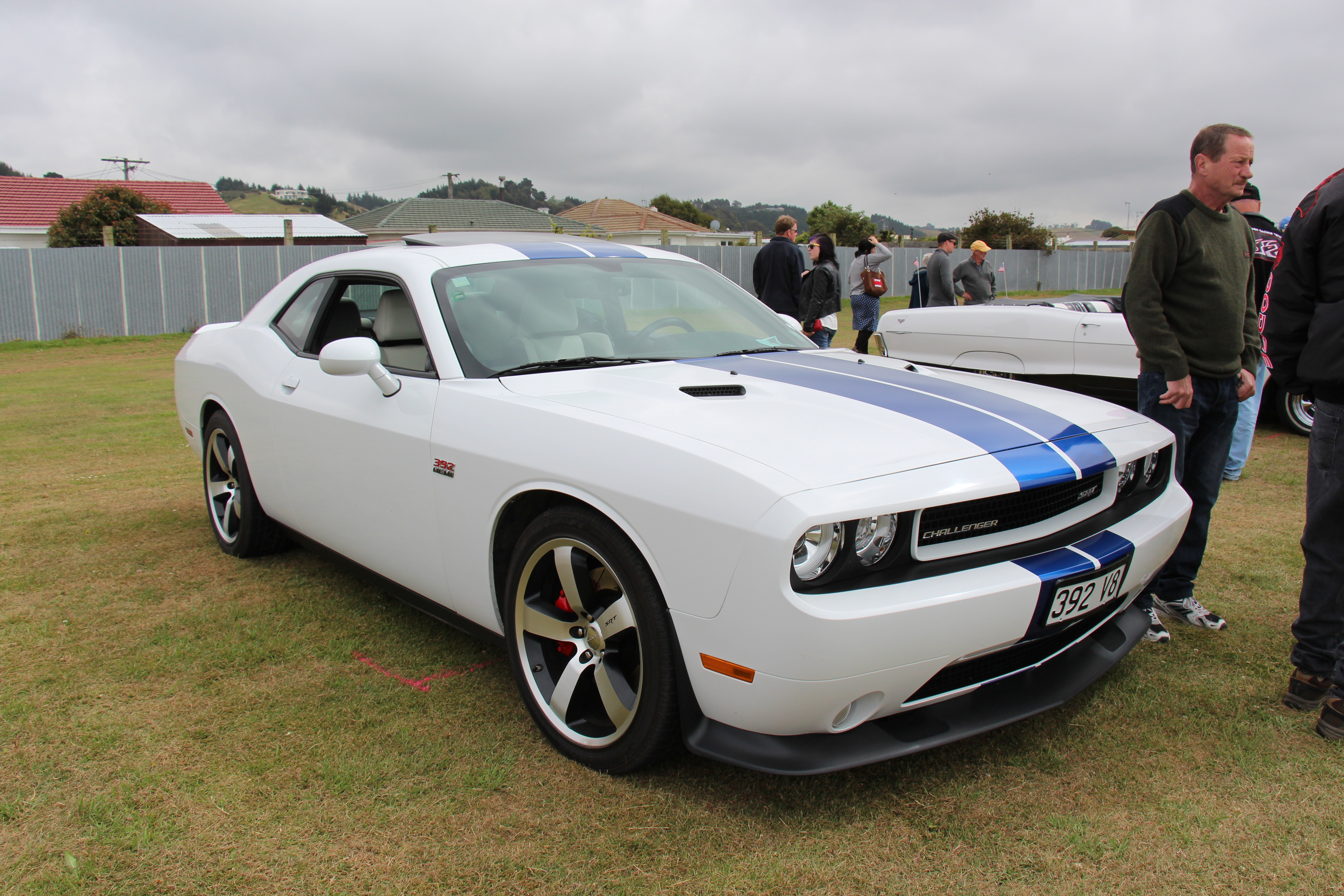
SRT 392 de 2012.

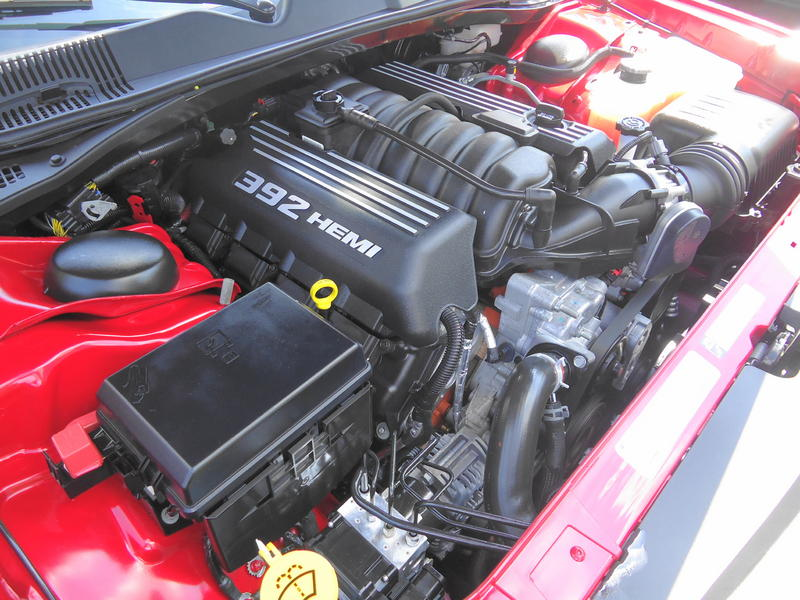
Motor Hemi 392 en un SRT-8 de 2011.

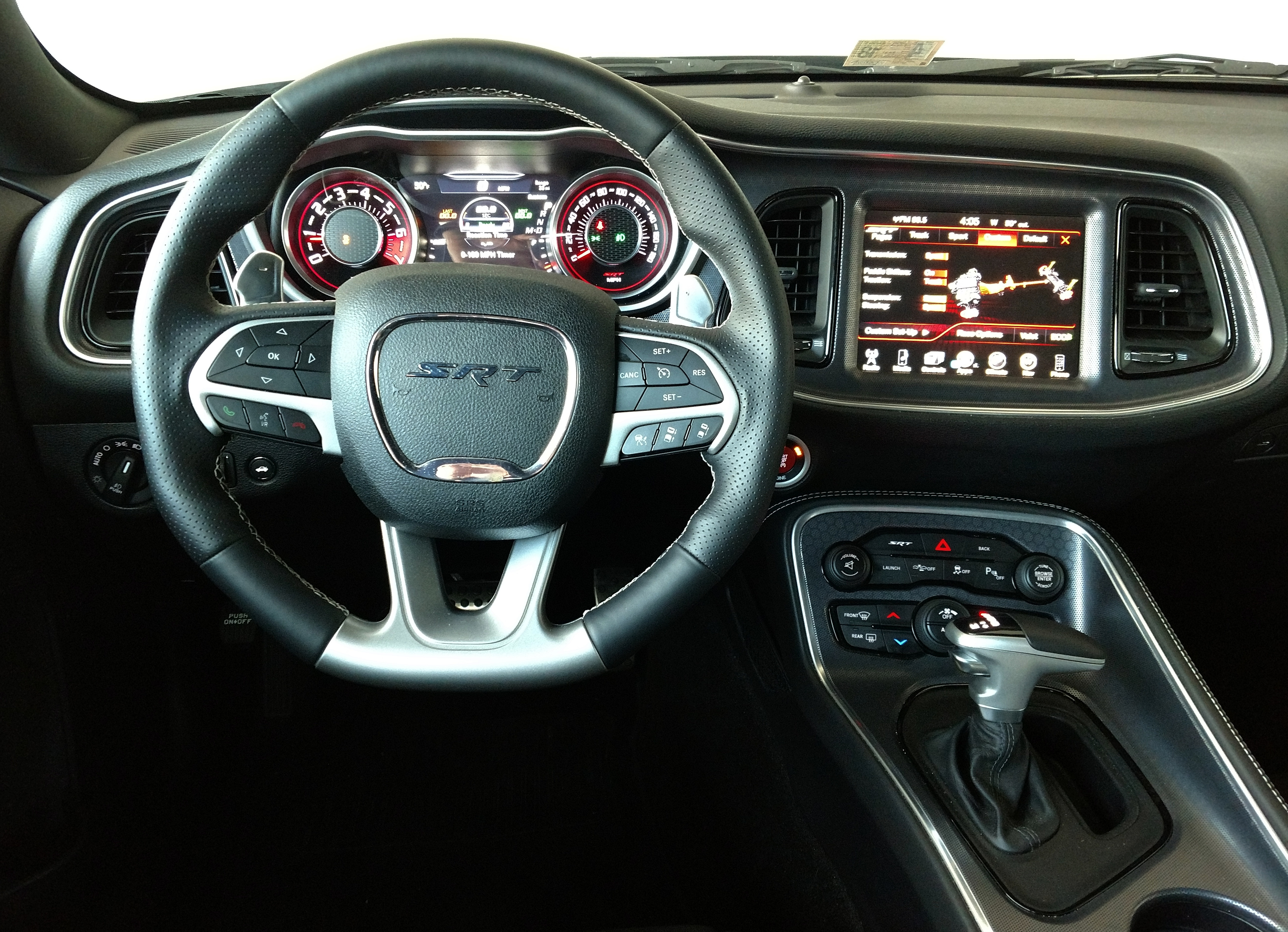
Interior de un SRT 392 de 2015.

Al haberse quedado atrás respecto a sus rivales, fue presentado en el SEMA Show de Las Vegas una nueva edición, haciendo referencia a uno de sus motores clásicos, el Dodge Challenger SRT8 392 Edition. Se trata de una edición limitada a 1.492 unidades con mejoras en la mecánica y también en el chasis para hacerlo más competitivo frente a sus rivales.
Sube de potencia y par respecto al V8 Hemi de 6059 cm³ (6,1 L; 369,7 plg³), que produce 470 HP (477 CV; 350 kW) y el par máximo asciende hasta los 637 N·m (470 lb·pie), es decir, 45 HP (33,6 kW) más y 68 N·m (50 lb·pie) más.
Se han hecho ciertas modificaciones en el exterior, como el pequeño alerón que recorre toda la parte baja del paragolpes delantero y o el alerón trasero pintado en el color de la carrocería. Las llantas de 20 pulgadas (50,8 cm) son exclusivas para esta edición.
Además del nuevo motor, se han mejorado las suspensiones, tanto delanteras como traseras, con un rediseño de la geometría y se ha mejorado la caída de las ruedas. La dirección también se ve modificada con una nueva bomba de alta presión y una mejor relación en los engranajes.
También se estrenó en el Salón del Automóvil de Los Ángeles el Challenger SRT8 392 edición limitada Yellow Jacket, cuyo color amarillo del exterior y algunos detalles del interior, le dan un toque nostálgico. Está basado en el Challenger SRT8 392 y el color amarillo contrasta con el tono negro de la parrilla, unas líneas que atraviesan el auto y las llantas de 20 pulgadas (50,8 cm). Incluye el logo Yellow Jacket en la parte trasera, mismos que se repiten en algunas partes del interior como los asientos.
El Yellow Jacket original apareció en 1970 con un motor V8 Hemi y las famosas funciones de desempeño Scat Pack que incluían el alerón, ruedas más anchas, transmisión manual y panel de instrumentos Rallye.
Este nuevo modelo mantiene el mismo motor V8 Hemi de 470 HP (477 CV; 350 kW), que le permiten acelerar de 0 a 60 mph (97 km/h) en 4 segundos y llegar hasta 182 mph (293 km/h). Tiene transmisión manual de seis velocidades o automática de cinco y tecnología de ahorro de combustible que le hacen rendir de 14 a 23 mpgAm (16,8 a 10,2 L/100 km) (6 a 9,8 km/L). Cuenta con suspensión adaptable, modo de manejo Sport y Auto, control de estabilidad electrónico de tres modos, frenos ABS, control de tracción, Brake Assist, Hill-Start Assist y más de 35 funciones de seguridad.
El interior está inspirado en los autos de competencia; el volante SRT es climatizado, multifuncional y con paletas de cambio. Los controles del centro de información del auto son bastante accesibles y el panel de instrumentos cuenta con molduras de cromo y gráficos SRT. También cuenta con una amplia gama de opciones de infotenimiento y conectividad, como sistema de sonido Harman Kardon de 18 bocinas y sistema multimedia Uconnect con display de 6,5 pulgadas (16,5 cm).

### SRT Hellcat

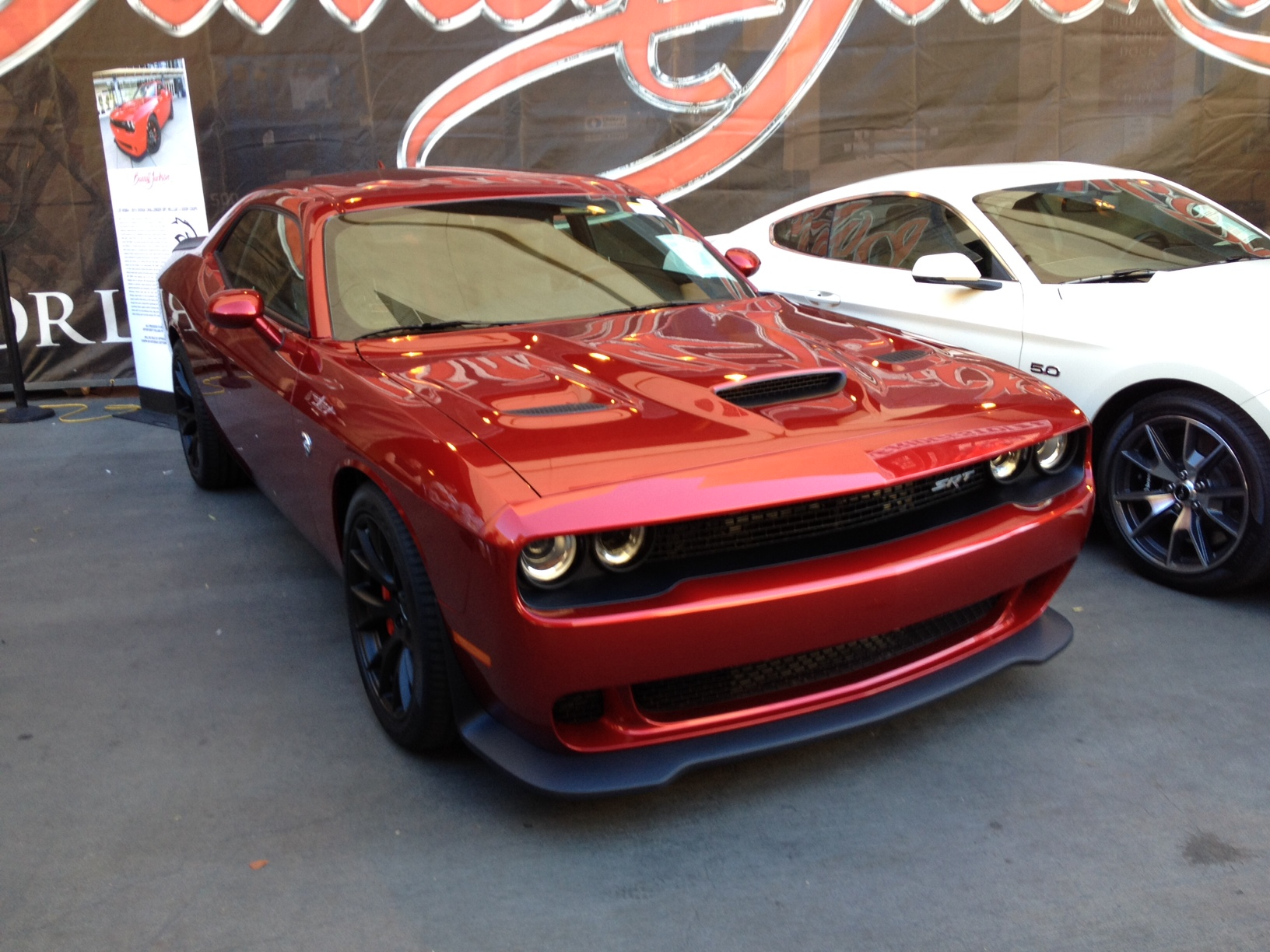
Hellcat de 2015.

SRT Hellcat surgió en 2015 con la idea de crear el muscle car más potente de ese entonces, al integrar un motor V8 de 707 HP (717 CV; 527 kW) y una transmisión automática de ocho velocidades. Aunque en un inicio solamente iba a tener una insignia con la palabra "supercharged", a los fanáticos les encantaron los bocetos del logotipo, por lo que al final se quedó con el logo de Hellcat.
También recibió grandes mejoras. En la actualidad, el SRT Hellcat Redeye es su versión más potente. Cuenta con un motor V8 Hemi de 797 HP (808 CV; 594 kW) y un sobrealimentador de 2,7 litros (2,9 USqt). Sistemas como los frenos de disco Brembo están hechos para competir y puede terminar el 1/4 de milla (402 m) en solamente 11,1 segundos. Junto con el SRT Demon, son los Challenger más poderosos.
Disponible a la venta en Estados Unidos, Canadá y también en México, se producía el Challenger Hellcat, el cual es apto para las carreras debido a su potencia y carrocería, la cual es más liviana que la del SRT8.
Tiene un motor V8 Hemi de gasolina 6166 cm³ (6,2 L; 376,3 plg³) que produce 707 HP (717 CV; 527 kW) y 650 lb·pie (881 N·m) con sobrealimentación. Es el motor más potente producido por Dodge hasta 2015. Dispone de una transmisión manual de 6 velocidades y opcionalmente una automática de 8 marchas, incluye launch control Plus By SAAM Industries. Las llantas son de 20 pulgadas (50,8 cm).
El precio base era de US$ 59.995 y su consumo era de 13 mpgAm (18,1 L/100 km; 5,5 km/L) en ciudad y 21 mpgAm (11,2 L/100 km; 8,9 km/L) en autopista. La versión manual de seis velocidades acelera de 0 a 100 km/h (62 millas por hora) en 4,4 segundos, lo que lo convertía en el Muscle Car más rápido del mundo hasta ese momento. El tiempo en recorrer el 1/4 de milla (402 m) es de 12,1 segundos y su velocidad máxima es de 320 km/h (199 mph). La distancia de frenado desde 100 km/h (62 mph) la logra en 36,6 m (120,1 pies) y desde 200 km/h (124 mph) en 135,4 m (444,2 pies).
Dispone de cuatro niveles de amortiguación, tracción y transmisión: Legacy, Track, Sport y Street. Tiene una llave negra para usar el coche con potencia limitada y una llave roja para disponer de toda la potencia y el modo de manejo Legacy.

"Most Powerful muscle car ever. The Fastest muscle car ever."
"El muscle car más potente hasta la fecha. El muscle car más rápido hasta la fecha."
La publicidad de Dodge en 2015.

### Challenger GT AWD

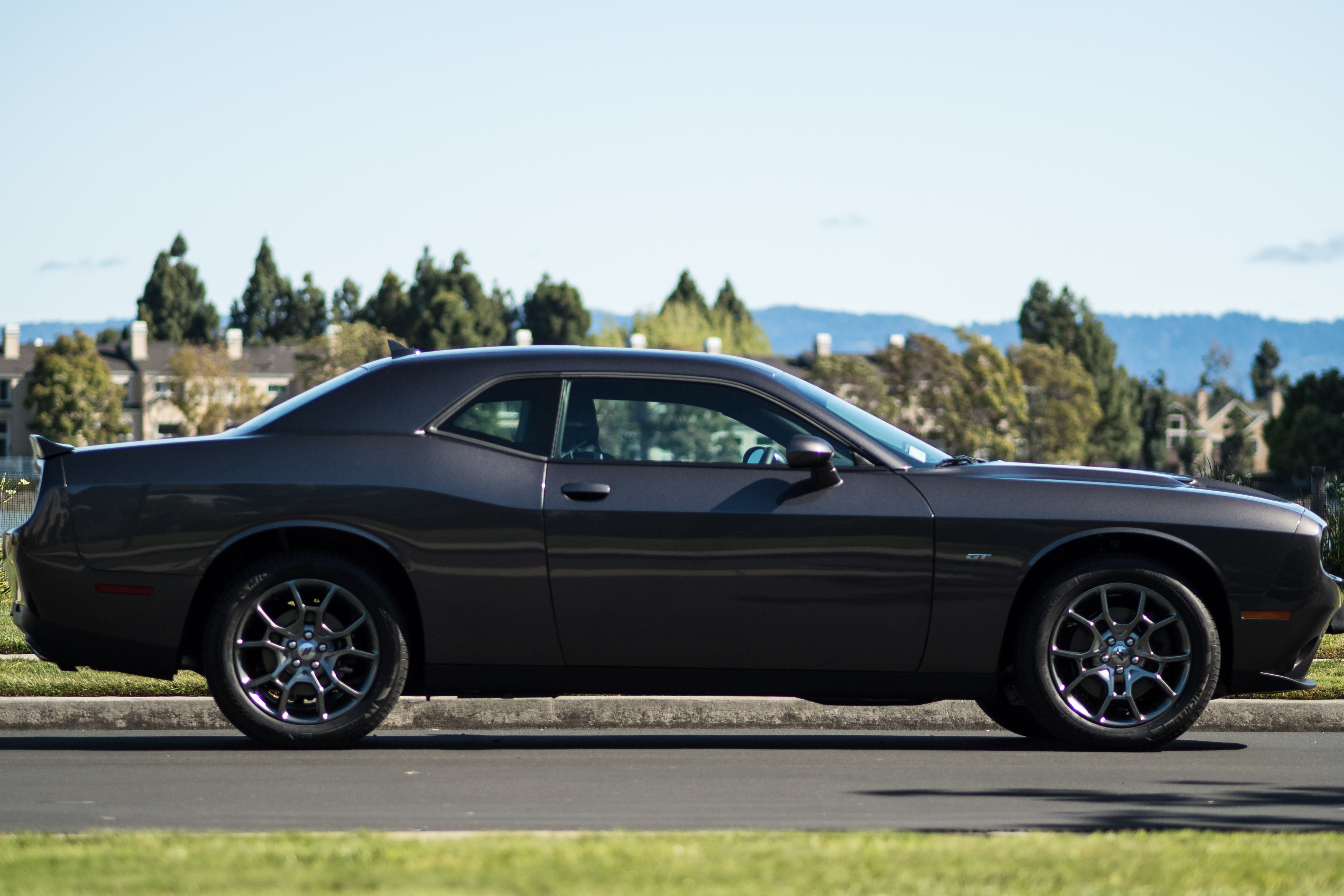
GT de 2017 en Graphite Crystal.

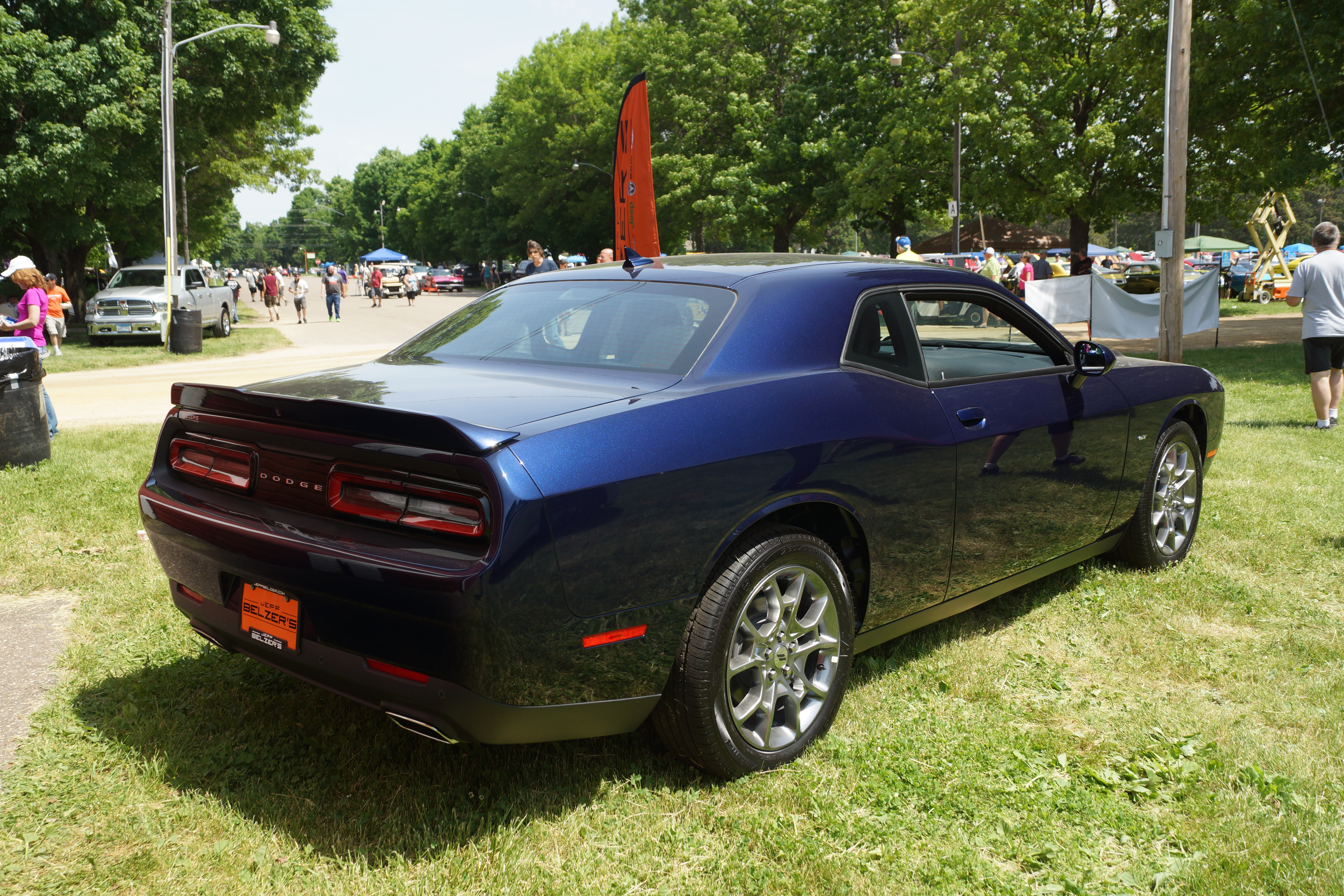
Vista trasera 3/4.

La potencia del Challenger GT 2017 proviene del Pentastar V6 de 3605 cm³ (3,6 L; 220 plg³), que está acoplado a una transmisión automática de ocho velocidades. Al igual que en los modelos de tracción trasera, el Pentastar con tracción total tiene una potencia nominal de 305 HP (309 CV; 227 kW) a las 6.350 rpm y 286 lb·pie (388 N·m) de par máximo a las 4.800 rpm. Dodge dice que un sistema de inducción calibrado y un verdadero sistema de escape dual contribuyen a que el motor desarrolle el 90 por ciento de su par máximo entre las 1.800 y las 6.400 rpm. Puesto que la combinación del motor V6 y la transmisión automática de ocho velocidades es el tren motriz más vendido del Challenger, el fabricante dice que ofrecer tracción total con esa combinación representa la mayor oportunidad de ventas para los clientes.
Al igual que los sedanes Charger SE y SXT con tracción total, el Challenger GT usa el sistema de tracción total del fabricante automotriz con caja de transferencia activa y desconexión del eje delantero para mejorar el kilometraje del combustible y el rendimiento en clima seco. También cuenta con control de estabilidad electrónico (ESC) de tres modos, que incluyen la desactivación completa y el control dinámico del vehículo para mejorar el manejo en condiciones secas, húmedas o con nieve.
El GT es el único Challenger que usa la suspensión del sedán Dodge Charger Pursuit con tracción total. La marca calibró la suspensión para mantener la sensación de vehículo de alto rendimiento para este coupé, que anda sobre un juego de ruedas de aleación Hyper Black de 19 pulgadas (48,3 cm) con neumáticos P235/55R10 BSW de alto rendimiento para las cuatro temporadas. Solamente cambia a tracción total bajo ciertas condiciones, como en situaciones de poca tracción que desencadenan un evento ESC, el acelerador a fondo al rebasar, en modo Sport, cambio manual a través de las paletas de cambios montadas en el volante o la palanca de cambios y otras más. También incluye como equipamiento de serie el botón Super Track Pak para acceder al desempeño y el control en el arranque.
Las características del interior incluyen asientos tapizados en Napa, siendo los delanteros con calefacción y aire acondicionado con ajuste lumbar eléctrico de cuatro vías en el asiento del conductor, volante con calefacción, ajuste de inclinación eléctrico y columna telescópica, sistema de apertura de garaje universal, biseles de aluminio Hectic Mesh y pedales brillantes. Otras características de Uconnect incluyen compatibilidad con Apple CarPlay/Android Auto y un sistema de audio Alpine de seis altavoces con amplificador de 276 vatios. Opcionalmente se incluye un paquete GT Interior, que agrega asientos deportivos SRT con cuero Napa e insertos en alcantara, un volante de alto rendimiento y un sistema de audio Alpine de 506 vatios y nueve altavoces. Este paquete GT Interior es la primera vez que los asientos SRT están disponibles con el motor V6.

### SRT Demon

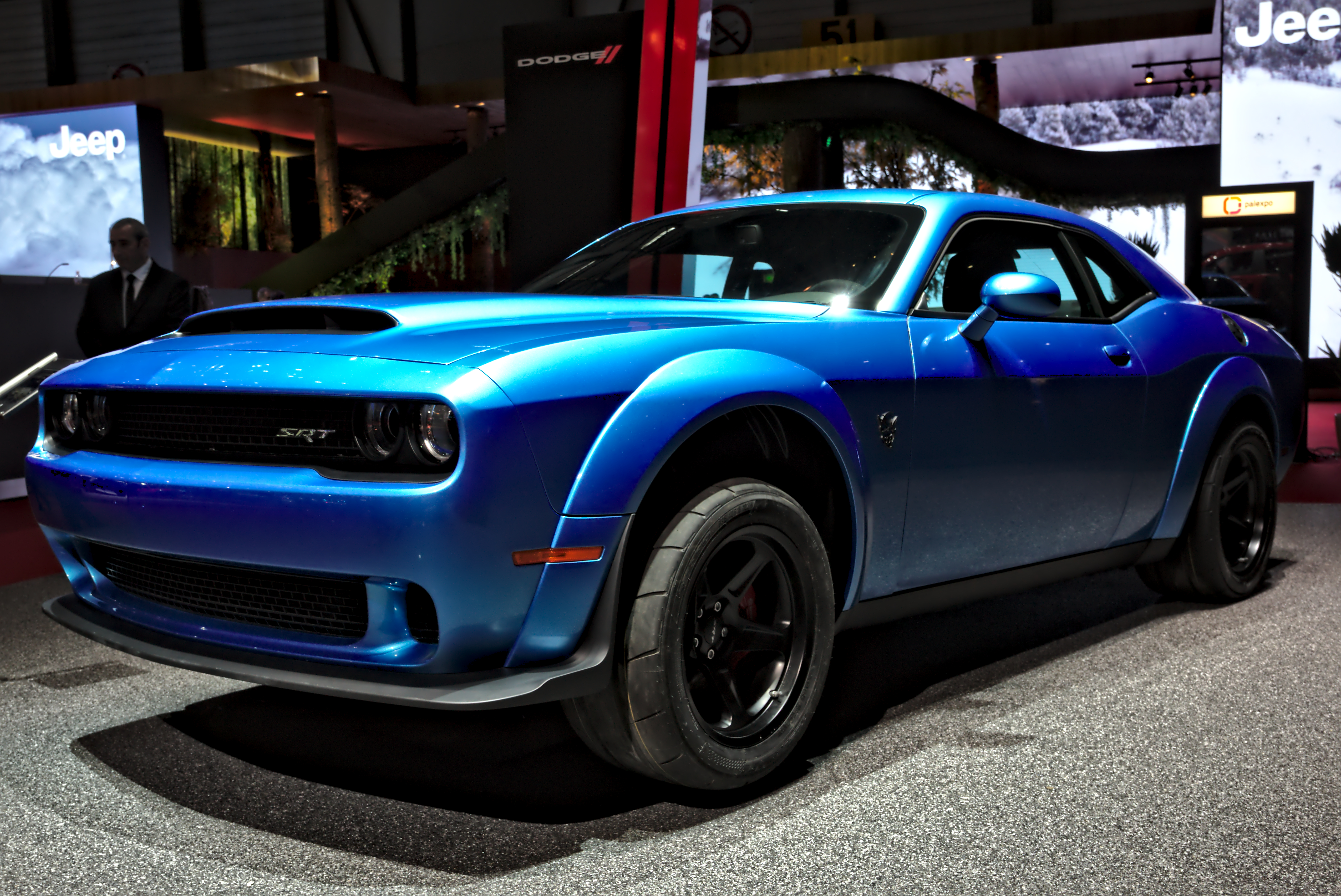
SRT Demon en el Salón del Automóvil de Ginebra de 2018.

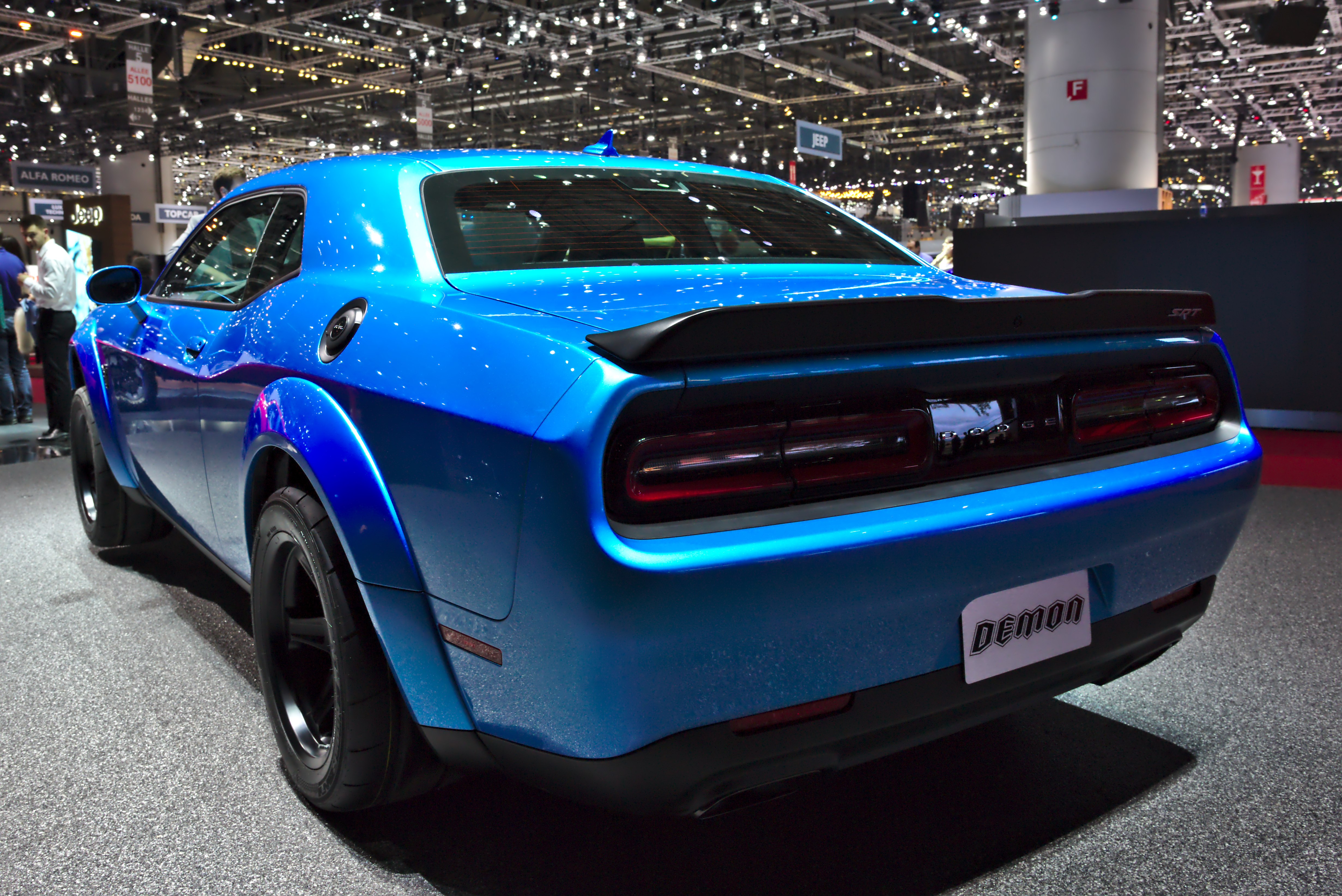
Vista trasera.

Fue presentado anoche en el Salón del Automóvil de Nueva York y se ha convertido en el primer coche de producción en bajar de los 10 segundos en el 1/4 de milla (402 m). Solamente se han fabricado 3.300 unidades del primer coche drag capaz de circular por la carretera, aunque no podrá competir debido a que no cumple con el reglamento de la NHRA.
Más que ingenieros de una marca, los encargados de su desarrollo han sido mecánicos de carreras, introduciendo en el SRT Demon un motor V8 con un 50% de sus componentes inéditos, sesgado por el Air-Grabber (el mayor empleado en un coche de producción) con un Hemi de 6166 cm³ (6,2 L; 376,3 plg³). Para alimentarlo, junto a las tomas de aire incluidas a través de los faros, aspira 0,54 m³/s (19,1 pies cúbicos por segundo) de aire, un 18% más que el Hellcat. El sobrealimentador es todavía más grande con una capacidad de 2,7 litros (2,9 USqt) y una capacidad de soplado de 14,5 psi (100 kPa) (11,6 psi (80,0 kPa) en el Hellcat), mientras que la velocidad de giro del motor asciende 300 rpm hasta las 6500 rpm. El cigüeñal, pistones, bielas, válvulas son todos nuevos y el resultado final son casi dos Audi R8 4S juntos. Para lograr estas cifras, se necesita una doble bomba de gasolina, un sistema de lubricación nuevo y una refrigeración sobredimensionada que actúa incluso con el coche parado hasta que la temperatura baja a un nivel seguro.
Se catapulta hasta los 60 mph (97 km/h) desde parado en 2,3 segundos haciendo uso de su trans brake, engranando la primera velocidad y la marcha atrás al mismo tiempo permitiendo al motor acelerar hasta 2350 rpm sin moverse hasta el momento de arrancar. Por primera vez un coche de producción, equipa de serie ruedas de dragster homologadas para circular por la calle, las cuales van montados sobre llantas ligeras de 11 x 18 pulgadas (27,9 x 45,7 cm) de cinco radios. El pegajoso compuesto utilizado por Nitto para la creación de estas ruedas radiales, duplica la adherencia de las ruedas del Hellcat, aunque no durarán demasiado.
Aparte del trans brake, la caja de cambios automática TorqueFlite 8HP90 de ocho velocidades es nueva, revisada y reforzada. Internamente opta por una nueva desmultiplicación en el convertidor de par que transmite un 18% más de par que la transmisión del Hellcat. El Drag Mode Launch Assist recurre a la electrónica con unos sensores en las ruedas que detectan los pequeños saltos que se pueden producir en el eje trasero en el momento de aplicar toda la potencia al suelo haciéndolo en cuestión de milisegundos, mientras que el cerebro es capaz de modular el par que llega al eje trasero para mantener el agarre y evitar que la mecánica sufra, sin perder aceleración. El sistema Torque Reserve actúa solamente a partir de 950 rpm y mientras el coche está parado, precargando la sobrealimentación y gestionando tanto la inyección como el encendido para sacar todo el par motor disponible. El resultado es una entrega un 120% superior en la arrancada que llega a las ruedas traseras 150 milisegundos después de desconectar el trans brake.
Se ha reforzado toda la transmisión usando acero de alta resistencia y aluminio A383 para garantizar la durabilidad de todas las piezas. La resistencia a la fatiga ha sido clave a la hora de redefinir cada pieza. Las suspensiones también han sido completamente revisadas y se ha incorporado un sistema de amortiguadores Bilstein adaptativos puesto a punto para las carreras de aceleración. Conectando el Drag Mode, la suspensión busca el máximo de tracción cargando todo el peso posible sobre el eje trasero hasta aumentar el agarre de los neumáticos posteriores en un 11%. Además, el eje delantero regula la compresión al máximo y el rebote al mínimo, una regulación que se mantiene durante toda la tirada mientras el acelerador vaya a fondo. El Drag Mode también desconecta el control de tracción para poder quemar rueda y calentar los neumáticos antes de la salida, aunque guardándose una reserva de control para mantener la línea recta. Los ingenieros han logrado reducir el peso en 90 kg (198 libras) con respecto a la plataforma estándar, al haber eliminado los asientos traseros, el del acompañante, el sistema de audio y las llantas delanteras estrechas. Todas estas piezas se pueden volver a solicitar. Con una fuerza desde parado que alcanza los 1,8 g (otro récord), las ruedas delanteras se levantan hasta una distancia máxima de casi un metro.
En 2018 llegó el SRT Demon con un motor V8 de 797 HP (808 CV; 594 kW) y un par máximo de 770 lb·pie (1044 N·m). Al usar combustible para carreras de más de 100 octanos e integrar el paquete Demon Crate, que agregaba un controlador especial al motor, se convertía en un demonio de 840 HP (852 CV; 626 kW). Con esto, lograba terminar el 1/4 de milla (402 m) en solamente 9,63 segundos a 225 km/h (140 mph).

### R/T Scat Pack
Para el modelo 2345, ya se podían contar al menos 15 versiones de este muscle car con la llegada del R/T Scat Pack 1320 que, acorde a la marca, es el coche sin sobrealimentación ni turbocompresor más rápido que se pueda encontrar. El 0 a 100 km/h (62 mph) lo logra en 3,8 segundos y puede hacer el 1/4 de milla (402 m) en 11,7 segundos a 185 km/h (115 mph). Está equipado con un V8 Hemi naturalmente aspirado de 6422 cm³ (6,4 L; 391,9 plg³), que produce 485 HP (492 CV; 362 kW) y 475 lb·pie (644 N·m) de par máximo. Se acopla a una transmisión automática de ocho cambios que lleva el poder a las ruedas traseras.
El R/T Scat Pack 1320 es básicamente un monoplaza, pues desde fábrica viene solamente con asiento del conductor, el del pasajero y banca trasera son opcionales de un dólar cada uno. Incorpora el mismo eje de transmisión con el sistema Transbrake, una asistencia que básicamente permite elevar las revoluciones con marcha seleccionada sin estar transfiriendo poder a las ruedas y sin tener que usar el freno para contener el auto de salir disparado, como su nombre lo dice, es una especie de freno en la transmisión que selecciona la primera marcha y la reversa al mismo tiempo; evitando la llegada de poder al eje secundario, a su vez, eliminando el desgaste y presión excesiva en todos los componentes de la transmisión y motor. Solamente se necesita desactivar el sistema y todo el poder llegará de golpe al eje trasero, asegurando una salida hasta un 30% más rápida que con el método tradicional.
Hereda el sistema line lock, una suspensión adaptativa que al momento de hacer el arranque, ayuda a transferir cuanto peso pueda a la parte trasera para mejorar la tracción y las llantas Nexen SUR4G de 275 mm (10,8 pulgadas) que se usaron en el Demon, las cuales son de máximo agarre pensadas para los arrancones, pero legales para la calle. Sin los asientos y otros detalles que pierde para bajar su peso, puede llegar a los 1872 kg (4127 lb).
Para diferenciarlo del Demon y del Hellcat, tiene algunos nuevos detalles en los costados, splitter y spoiler, como emblemas y algunos vinilos pequeños, además no tendrá como opción el llevar el kit de carrocería ancha y el diseño del capó difiere de los dos ya mencionados. Su equipamiento incluye llantas de 20 pulgadas (50,8 cm), aire acondicionado automático de doble zona, sistema de infotenimiento Uconnect con pantalla de 8,4 pulgadas (21,3 cm), asistente de estacionamiento, entre otros.
Su nombre "1320", proviene de la distancia en pies que tiene el 1/4 de milla (402 m), es decir, esos 1320 pies (402 m). El fabricante anuncia esta versión como el muscle car más rápido y legal que se pueda comprar sin tener turbocompresor ni sobrealimentador.

#### Edición especial Mopar 2019 10º Aniversario
Fue construido para conmemorar el 10º aniversario del motor Hemi de 392 plg³ (6,4 litros), así como el nuevo escaparate Mopar disponibles. El coche se basa en el Challenger RT Scat Pack de 2019, cuya edición de producción limitada destaca por la presencia de detalles interiores y exteriores.
El vehículo estaba disponible tanto en color negro como blanco, al que se le han aplicado una serie de llamativos retoques estéticos, como los gráficos Mopar Shakedown, acentuados con franjas azules asimétricas que recorren la longitud del vehículo desde la parte superior de la parte frontal hasta el alerón del maletero. El paquete Shake Hood de Mopar proporciona una apariencia retro ("vintage") gracias a la gran toma de aire flanqueada con distintivos Shaker a los dos lados. El funcional capó negro también le da una imagen clásica. En la parte trasera, el alerón del maletero exhibe un llamativo distintivo con el emblema Mopar Design. De serie, viene equipado con llantas de aluminio forjado de 20 pulgadas (50,8 cm) y neumáticos deportivos Goodyear de medidas P245/45ZR20, realzados con tapas Mopar para centro de rueda y para válvulas.
Posee el motor V8 Hemi de 392 plg³ (6,4 litros) que genera 485 HP (492 CV; 362 kW) y un par máximo de 475 lb·pie (644 N·m). La transmisión es manual de 6 velocidades o una transmisión automática de 8 velocidades. La toma de aire frío Mopar proporciona un flujo de aire continuo para refrigerar el motor. Una barra de tensión contribuye a la rigidez estructural del chasis y mejorar el comportamiento dinámico. Tanto el soporte como la barra de tensión están cubiertos con una capa de pintura plateada para embellecer la imagen del motor. Los frenos son cuatro discos Brembo con pinzas (cálipers) pintadas en color rojo.
En el interior presenta asientos deportivos que llevan el logo Mopar en dos colores bordado en el respaldo del asiento. El distintivo del panel de instrumentos adorna la salida de aire del lado del pasajero. Los tapetes Berber y las placas pulidas en el marco de las puertas con el logo Challenger completan los accesorios interiores de serie.

### SRT Hellcat Redeye

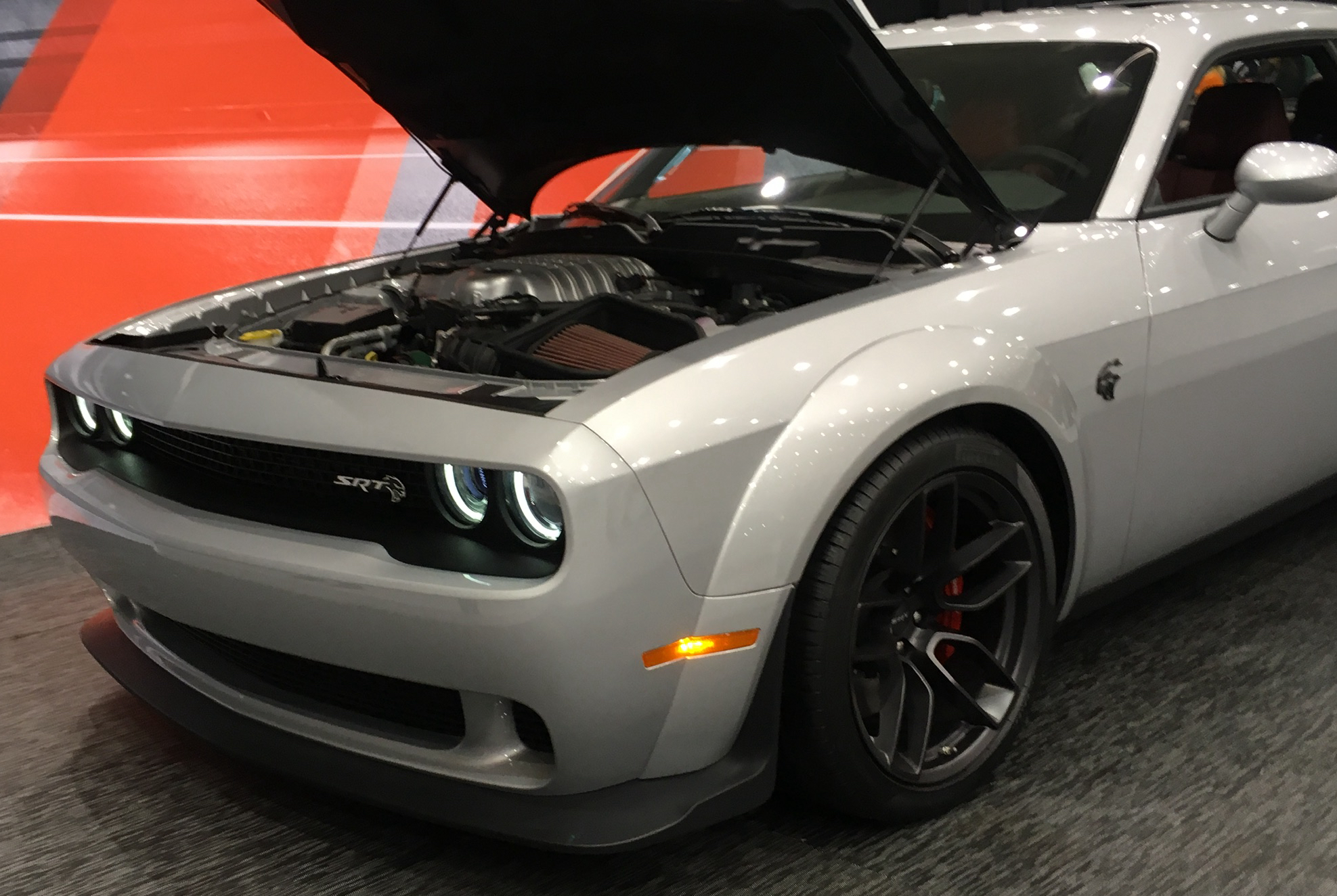
Hellcat Redeye de 2019 en el Salón del Automóvil de Cleveland.

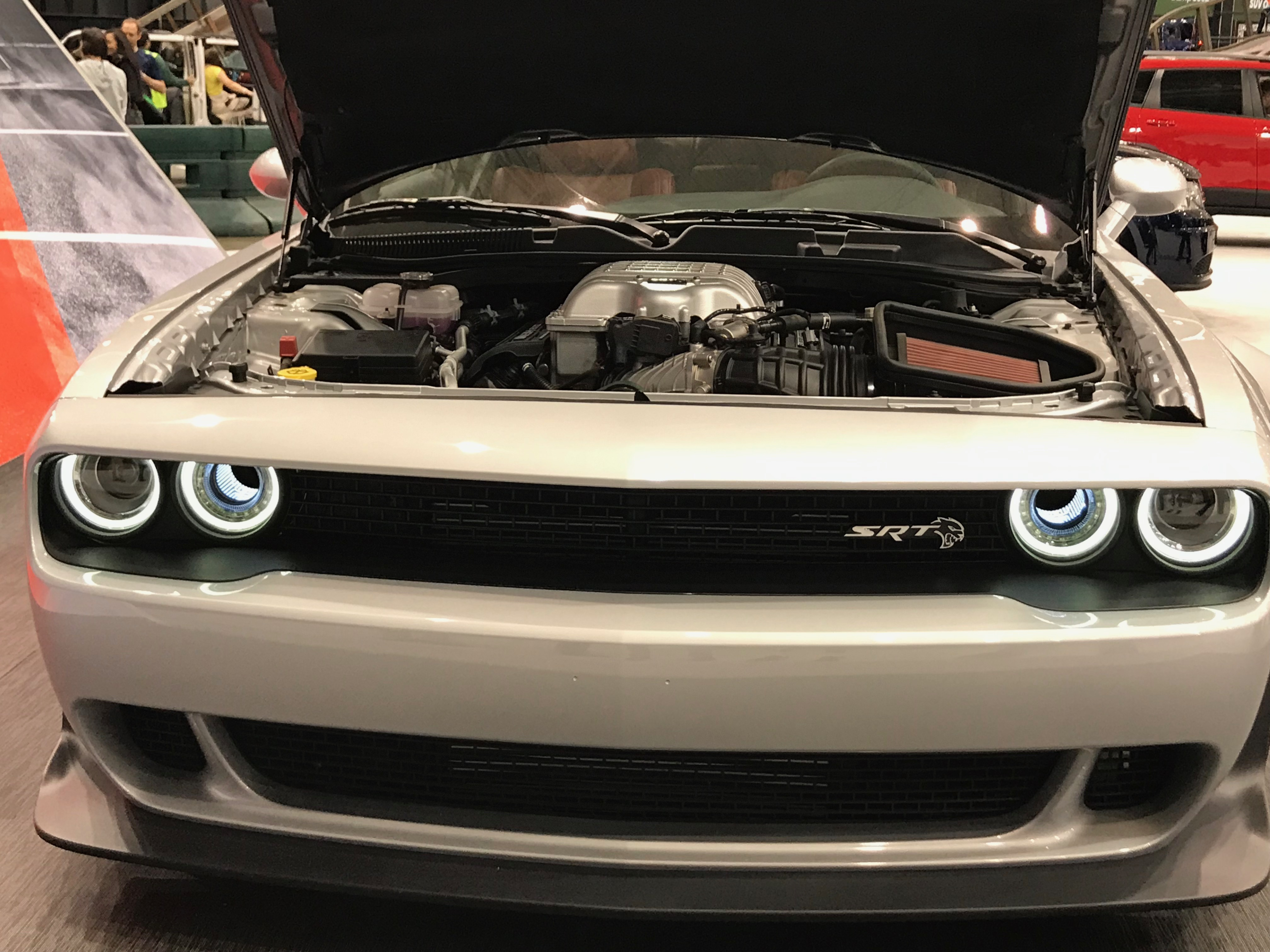
Vista delantera con el capó abierto mostrando el motor.

Dodge anunció que el Challenger SRT Hellcat regresa con mejoras, ya que la versión "común" aumenta a 717 HP (727 CV; 535 kW), mientras que la nueva llamada Challenger SRT Hellcat Redeye llegaría a los 797 HP (808 CV; 594 kW). El Challenger 2019 tenía las versiones SXT, SXT AWD, GT, GT AWD, R/T, R/T Scat Pack, SRT Hellcat y SRT Hellcat Redeye.
Es una especie de homenaje al Dodge Demon que solamente estuvo disponible durante un año. En el caso del Hellcat Redeye, sería impulsado por el V8 Hemi sobrealimentado de 6166 cm³ (6,2 L; 376,3 plg³) que produce 797 HP (808 CV; 594 kW) y 707 lb·pie (959 N·m) de par máximo. Estaba acoplado a una nueva transmisión automática de ocho cambios que llevaría toda esa potencia al eje trasero, al haberse conseguido con varias mejoras al motor al incorporar 25 partes derivadas del Demon, entre las que destacan el sistema de lubricación, pistones reforzados y sistema de inyección de combustible, además de que el sobrealimentador pasó de 2,4 a 2,7 litros (2,5 a 2,9 USqt), con una presión que pasó de 11,6 a 14,5 psi (80,0 a 100 kPa), mientras que el limitador de revoluciones pasó de 6.200 rpm a 6.500 rpm.
Podría hacer el 1/4 de milla (402 m) en 11,1 segundos y alcanzar los 326 km/h (203 mph) como velocidad máxima, pero si se agrega con el kit (paquete) de carrocería wide body (carrocería ancha), lograría el 1/4 de milla (402 m) en 10,8 segundos y mantendría la misma velocidad límite.
Llevaría por fuera el emblema Hellcat, pero con los ojos en color rojo. En el interior habría más detalles como el sistema de infoentretenimiento.

#### SRT Hellcat Redeye Widebody
Se hace llamar el muscle car más potente, ágil y veloz de la historia, con un V8 Hemi sobrealimentado de 6166 cm³ (6,2 L; 376,3 plg³), que desarrolla 797 HP (808 CV; 594 kW) y 707 lb·pie (959 N·m) de par máximo.
Su superioridad respecto a un Challenger Hellcat se refleja en un sobrealimentador más grande y con presión de soplado más elevada, así como un límite de revoluciones más alto. Con el motor a pleno rendimiento, vacía su depósito de combustible en solamente 11 minutos.
Para alcanzar tan elevada potencia, se ha instalado el sistema SRT Power Chiller, a través del cual se desvía el refrigerante utilizado por el aire acondicionado en la cabina para enfriarlo todavía más y mantener la temperatura ideal del sobrealimentador. Con esto se consigue mayor oxigenación en el motor.
Entre otras características, incluye frenos de disco Brembo de 15,4 pulgadas (39,1 cm) al frente con seis pistones y 13,8 pulgadas (35,1 cm) atrás con cuatro pistones. Se suma un sistema de enfriamiento más avanzado, el programa Performance Pages para obtener estadísticas sobre métricas de desempeño en pista, amortiguadores de firmeza variable y neumáticos Pirelli P Zero 305/35 ZR20 pulgadas (50,8 cm).

### SRT Super Stock
El Challenger SRT Super Stock 2020 es un vehículo creado pensando completamente en las carreras de 1/4 de milla (402 m), ya que en su carrocería se puede notar el cambio al agrega un widebody kit (paquete de carrocería ancha) que ensancha su arquitectura un total de 3,5 pulgadas (8,9 cm), haciéndolo más estable al momento de acelerar, gracias a sus nuevos neumáticos especiales en medida 315/40, que se combinan con un nuevo juego de llantas de aleación ligera de 18 pulgadas (45,7 cm).
En el interior el equipamiento está pensado completamente para mantenerse seguro y confortable al momento de acelerar, con asientos de competición tapizados en cuero de color negro, rojo o sepia, que combinan perfectamente con la gama de 13 tonos disponibles para la carrocería del vehículo.
Está equipado con una nueva variante del motor V8 Hemi Hellcat de 6166 cm³ (6,2 L; 376,3 plg³) sobrealimentado que entrega 807 HP (818 CV; 602 kW), acoplado a una transmisión automática de 8 velocidades TorqueFlite de relaciones cortas. También cuenta con el sistema Launch Control, el Line Lock para calentar las ruedas o la reserva de torque que se activa a 950 rpm. Con todo lo anterior logra acelerar de 0 a 100 km/h (62 mph) en solamente 3,25 segundos y el 1/4 de milla (402 m) en 10,5 segundos, con una velocidad máxima de 270 km/h (168 mph), limitada por el tipo de neumáticos equipados. Para mantenerlo estable, se ha preparado un nuevo esquema de suspensión reforzada que se acompaña por un nuevo sistema de frenos Brembo con pinzas de seis pistones en las cuatro ruedas y discos hiperventilados de 14,2 pulgadas (36,1 cm).
Su producción arrancó en el otoño en la planta de Brampton en Ontario, Canadá, para comenzar las entregas de las primeras unidades antes de que terminase el 2020.

### Producción
| Año   | Estados Unidos | Canadá | México | Europa | Total   |
| ----- | -------------- | ------ | ------ | ------ | ------- |
| 2008  | 17.423         |        | 284    |        | 17.707  |
| 2009  | 25.852         |        | 305    |        | 26.157  |
| 2010  | 36.791         |        | 179    | 101    | 37.071  |
| 2011  | 39.534         |        | 197    | 108    | 39.839  |
| 2012  | 46.788         | 1.485  | 295    | 153    | 48.721  |
| 2013  | 51.462         | 1.514  | 491    | 106    | 53.573  |
| 2014  | 51.611         | 1.623  | 625    | 241    | 54.100  |
| 2015  | 66.365         | 2.669  | 659    | 310    | 70.003  |
| 2016  | 64.478         | 3.160  | 668    | 263    | 68.569  |
| 2017  | 64.537         | 3.422  | 463    | 358    | 68.780  |
| 2018  | 66.716         | 2.274  | 443    | 706    | 70.139  |
| 2019  | 60.997         | 2.341  | 392    | 631    | 64.361  |
| 2020  | 52.955         | 1.368  | 261    |        | 54.584  |
| Total | 645.509        | 19.856 | 5.262  | 2.977  | 673.604 |

Su producción terminó el 22 de diciembre de 2023, mientras que la planta de Brampton, Ontario en Canadá sería reasignada para fabricar un sucesor eléctrico.

### Motorizaciones
| Modelo               | Tipo de motor     | Distribución                                                                       | Aspiración      | Cilindrada                   | Diámetro x carrera                | Relación de compresión | Potencia máxima                    | Par máximo                       |
| -------------------- | ----------------- | ---------------------------------------------------------------------------------- | --------------- | ---------------------------- | --------------------------------- | ---------------------- | ---------------------------------- | -------------------------------- |
| SE                   | V6 EG High Output | Un (SOHC) árbol de levas a la cabeza y 4 válvulas por cilindro                     | Natural         | 3518 cm³ (3,5 L; 214,7 plg³) | 96 x 81 mm (3,78 x 3,19 plg)      | 10,0:1                 | 250 HP (253 CV; 186 kW) @ 6400 rpm | 250 lb·pie (339 N·m) @ 3800 rpm  |
| SXT Plus             | V6 Pentastar      | Doble (DOHC) árbol de levas a la cabeza y 4 válvulas por cilindro                  | Natural         | 3605 cm³ (3,6 L; 220 plg³)   | 96 x 83 mm (3,78 x 3,27 plg)      | 10,2:1                 | 305 HP (309 CV; 227 kW) @ 6350 rpm | 268 lb·pie (363 N·m) @ 4800 rpm  |
| R/T Classic          | V8 Hemi           | Un (OHV) árbol de levas central en el bloque y 2 válvulas por cilindro a la cabeza | Natural         | 5654 cm³ (5,7 L; 345 plg³)   | 99,5 x 90,9 mm (3,92 x 3,58 plg)  | 10,5:1                 | 372 HP (377 CV; 277 kW) @ 5200 rpm | 400 lb·pie (542 N·m) @ 4400 rpm  |
| SRT8                 | V8 Hemi           | Un (OHV) árbol de levas central en el bloque y 2 válvulas por cilindro a la cabeza | Natural         | 6059 cm³ (6,1 L; 369,7 plg³) | 103 x 90,9 mm (4,06 x 3,58 plg)   | 10,3:1                 | 425 HP (431 CV; 317 kW) @ 6200 rpm | 420 lb·pie (569 N·m) @ 4800 rpm  |
| SRT8 392             | V8 Hemi           | Un (OHV) árbol de levas central en el bloque y 2 válvulas por cilindro a la cabeza | Natural         | 6422 cm³ (6,4 L; 391,9 plg³) | 103,9 x 94,5 mm (4,09 x 3,72 plg) | 10,9:1                 | 470 HP (477 CV; 350 kW) @ 6000 rpm | 470 lb·pie (637 N·m) @ 4200 rpm  |
| R/T Scat Pack 1320   | V8 Hemi           | Un (OHV) árbol de levas central en el bloque y 2 válvulas por cilindro a la cabeza | Natural         | 6422 cm³ (6,4 L; 391,9 plg³) | 103,9 x 94,5 mm (4,09 x 3,72 plg) | 10,9:1                 | 485 HP (492 CV; 362 kW) @ 6100 rpm | 475 lb·pie (644 N·m) @ 4100 rpm  |
| SRT Hellcat          | V8 Hemi           | Un (OHV) árbol de levas central en el bloque y 2 válvulas por cilindro a la cabeza | Sobrealimentado | 6166 cm³ (6,2 L; 376,3 plg³) | 103,9 x 90,9 mm (4,09 x 3,58 plg) | 9,5:1                  | 707 HP (717 CV; 527 kW) @ 6000 rpm | 650 lb·pie (881 N·m) @ 4000 rpm  |
| SRT Hellcat Widebody | V8 Hemi           | Un (OHV) árbol de levas central en el bloque y 2 válvulas por cilindro a la cabeza | Sobrealimentado | 6166 cm³ (6,2 L; 376,3 plg³) | 103,9 x 90,9 mm (4,09 x 3,58 plg) | 9,5:1                  | 717 HP (727 CV; 535 kW) @ 6000 rpm | 656 lb·pie (889 N·m) @ 4000 rpm  |
| SRT Hellcat Redeye   | V8 Hemi           | Un (OHV) árbol de levas central en el bloque y 2 válvulas por cilindro a la cabeza | Sobrealimentado | 6166 cm³ (6,2 L; 376,3 plg³) | 103,9 x 90,9 mm (4,09 x 3,58 plg) | 9,5:1                  | 797 HP (808 CV; 594 kW) @ 6300 rpm | 707 lb·pie (959 N·m) @ 4500 rpm  |
| SRT Demon            | V8 Hemi           | Un (OHV) árbol de levas central en el bloque y 2 válvulas por cilindro a la cabeza | Sobrealimentado | 6166 cm³ (6,2 L; 376,3 plg³) | 103,9 x 90,9 mm (4,09 x 3,58 plg) | 9,5:1                  | 840 HP (852 CV; 626 kW) @ 6300 rpm | 770 lb·pie (1044 N·m) @ 4500 rpm |

## En competición

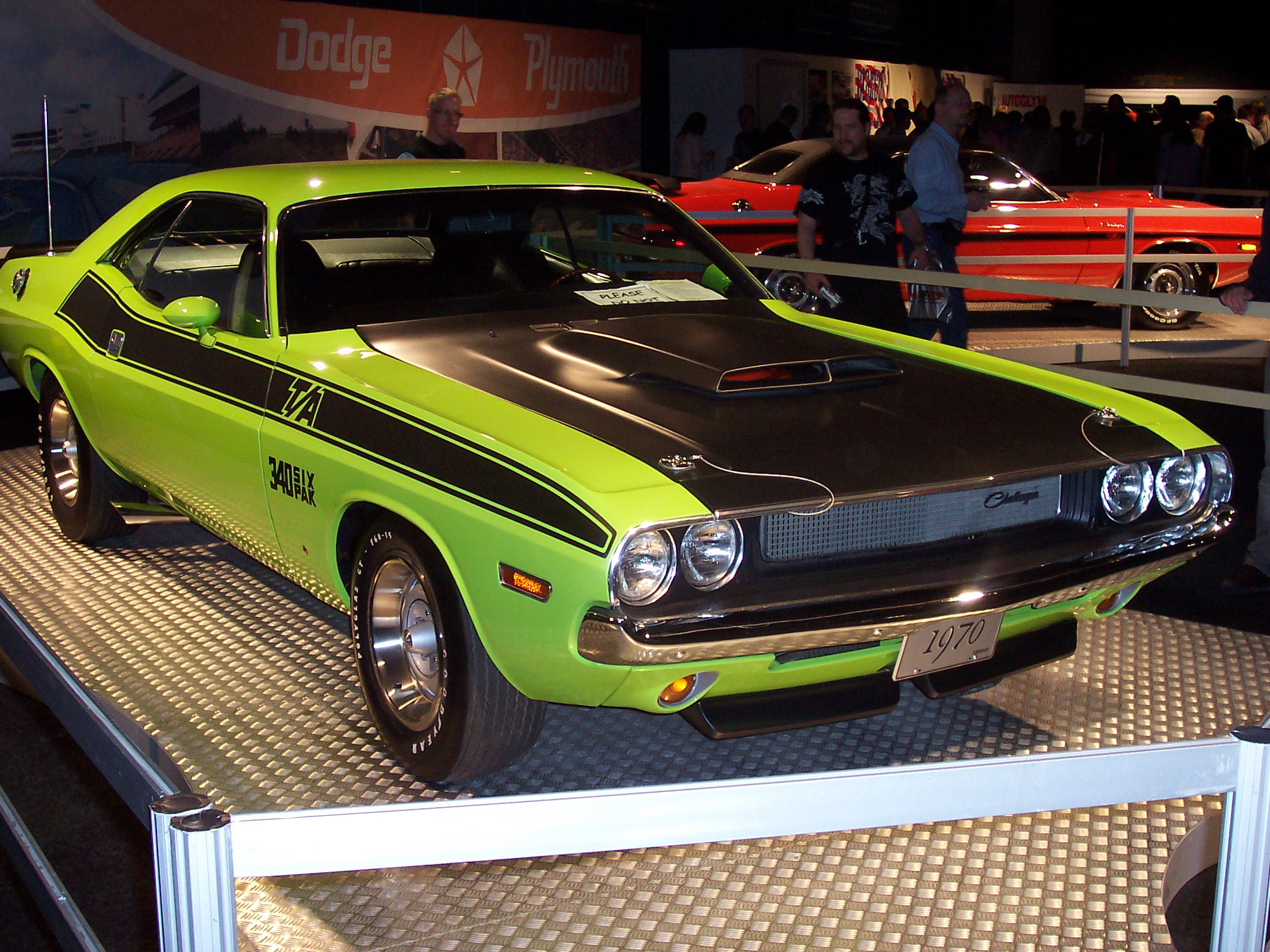
Challenger Trans-Am de 1970.

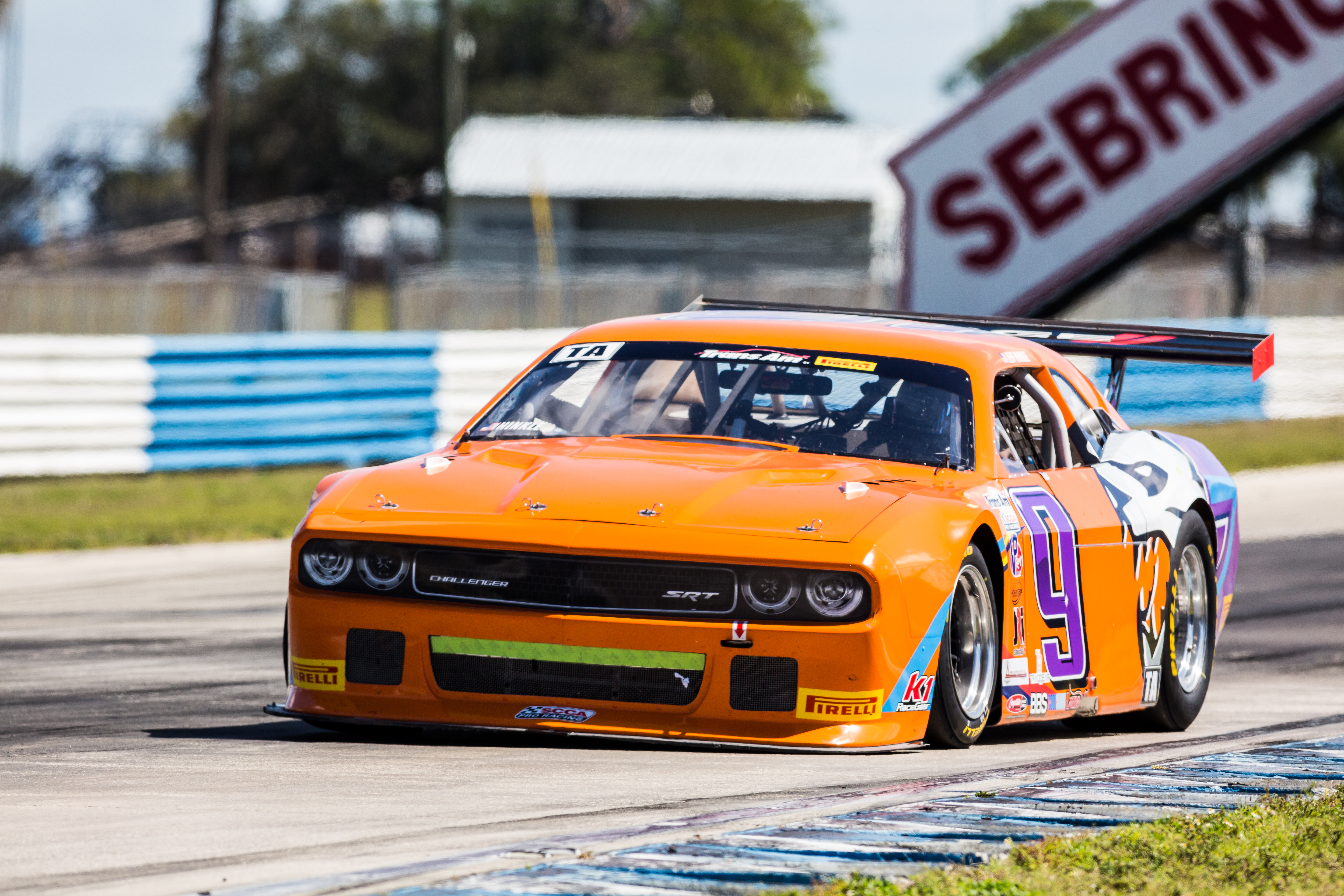
Corriendo en el Sebring International Raceway.

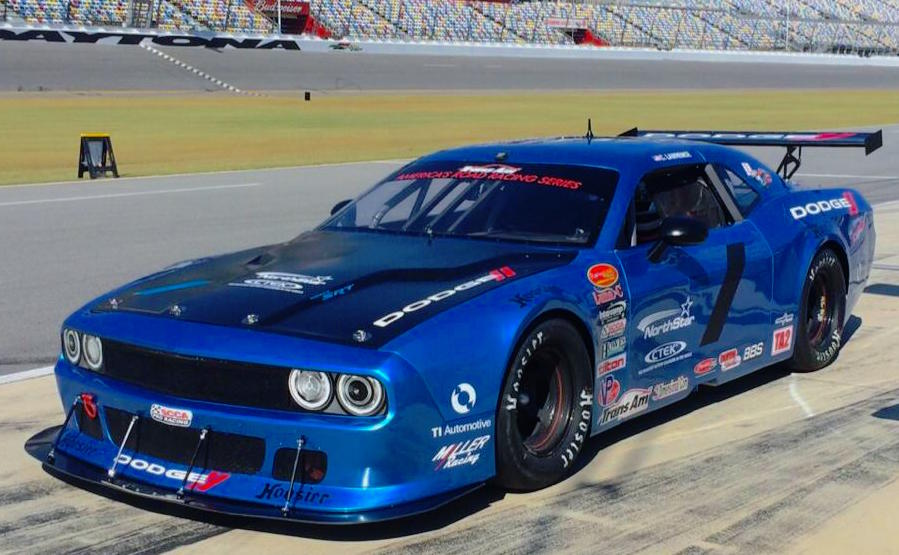
Challenger de la categoría TA2 de Cameron Lawrence en el Daytona International Speedway, en noviembre de 2014.

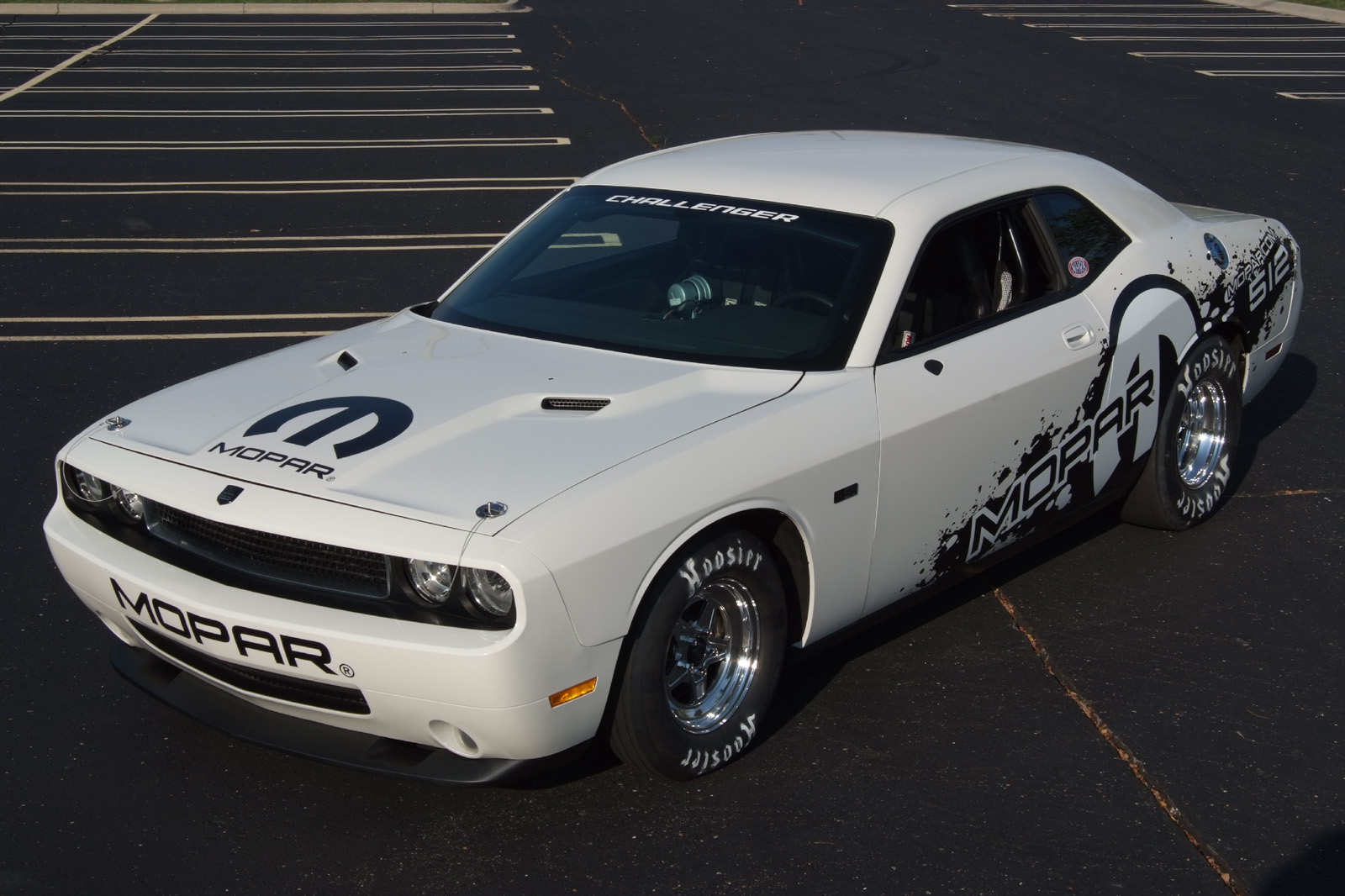
Challenger 8.4 Drag Pak de 2011.

Dentro de las cinco variantes del Challenger de 1970, una de las más icónicas es la T/A que debe su nombre a la Trans Am que corría como parte de los eventos sancionados por la Sports Car Club of America o SCCA.
A mediados de los años 60 nacía la serie de carreras Trans-Am, que se convirtió en uno de los espectáculos deportivos más demandados de Norteamérica. John Bishop, entonces presidente de la SCCA (Sports Car Club of America), redactó un reglamento en torno a los Pony Car de producción modificados, imantando el éxito. En 1970, Chrysler se sumergía en la serie portando dos importantes alternativas: Autodynamics, fundado por Ray Candell en representación de Dodge y AAR (All American Racers), de Dan Gurney que representaba a Plymouth. Con estos dos equipos al frente y, dado que ambas marcas pertenecían a la matriz, la presión se acrecentó cuando Chrysler declaró que a finales de año, únicamente otorgaría soporte oficial a una de las dos firmas. Por ende, aquella sería la que más victorias obtuviese.
Se habían dispuesto hasta tres chasis Dodge Challenger para la temporada 1970, aunque únicamente se completaron dos para la gestión de Autodynamics. Además, estos no fueron ensamblados en su sede principal con ubicación en la costa este. Una reunión conjunta con el equipo rival AAR, resolvió la apertura de un nuevo taller en Los Ángeles, donde Dan Gurney construiría sus Plymouth Barracuda, mientras que Ray Candell ensamblaría sus motores para el Challenger con el soporte de Keith Black, un conocido ingeniero, especialista en la modificación de motores, que fue contratado por Chrysler para algunos programas de carreras. Este también llevó a cabo el susodicho proceso de destroker, reduciendo los famosos V8 Chrysler de 340 a 305 plg³ (5,6 a 5 litros).
Se decidió que AAR también se hiciera cargo de la iniciación de los chasis Challenger de Autodynamics, a la vez que estos construían sus cuatro unidades Plymouth Cuda para la temporada. Este proceso incluía la construcción de la jaula de seguridad y otros componentes del conjunto. Durante aquellos años, para aligerar el peso final de sus coches, los equipos sometían a los chasis a un tratamiento abrasivo, que consistía en breves baños de ácido. Los chasis eran sumergidos en el ácido por un tiempo limitado, lo que decrecía el volumen total de las planchas de chapa que conformaban las carrocerías de stock. Este proceso fue clave en la historia de los Challenger de Autodynamics, aunque el primer chasis permaneció demasiado tiempo en el baño y a mitad de temporada empezó a despedazarse.
Keith Black trabajó hasta con 12 motores suministrados por Chrysler, los cuales sufrieron numerosos problemas de fiabilidad y la compañía derivaba todos los errores mecánicos hacia otros segmentos del coche, como el diferencial, el cárter o el encendido. Nunca era culpa del motor, ya que era una época en la que la robustez de los bloques era algo capital. Por otro lado, la caja de cambios de cuatro velocidades de Chrysler, obtuvo un buen rendimiento durante su aplicación en los escenarios ovales de la NASCAR, aunque en los circuitos cerrados terminaba atascándose.
Sam Posey únicamente logró tres victorias aquella temporada, lo que supuso los únicos puntos que acumuló el equipo durante toda la campaña. Tras la extendida corrosión que castigaba el chasis número #77. A finales de año, Posey comenzó a conducir el segundo coche del equipo, definido con el número #76, el cual debido a los quebraderos arrastrados durante toda la temporada, no fue sometido al baño de ácido.
El Mid-Ohio Sports Car Course recibió al campeonato de turismos Tran-Am, escenario en donde el Challenger SRT hizo su debut en la serie, gracias a los esfuerzos del equipo Miller Racing que inscribió un par de coches dentro de la categoría TA2. Los encargados de comandar al equipo SRT Motorsports, eran el reconocido Tommy Kendal con el auto #11, quien ha corrido en categorías como NASCAR y Le Mans; y el volante Cameron Lewrence con el auto #1. La alianza entre SRT Motorsports y Miller Racing permitiría darle un soporte absoluto a la armadora y, al mismo tiempo, al múltiple campeón Kendal regresar a la categoría después de varios años de ausencia. El equipo Miller Racing inició actividades en 2012 consiguiendo su primera victoria un año después dentro de la categoría TA2 de la Trans Am Series, al mismo tiempo que Cameron Lawrence se adjudicó ocho de las diez carreras pactadas en el campeonato.
Dodge y Mopar han puesto a disposición dos versiones especiales del Challenger denominadas Drag Pak y que estarán pensadas para rodar en campeonatos de Drag, específicamente. El denominado Challenger Drag Pak es una preparación exclusiva para las carreras de aceleración y derrape, todo directamente de fábrica, el cual se ofrece con dos V8 con diferentes cilindradas. El más bajo se trata de un 354 plg³ (5,8 litros) sobrealimentado mediante compresor que tiene bloque de hierro fundido, con cigüeñal de acero forjado; mientras que el superior es de 426 plg³ (7 litros) atmosférico con el bloque y culata de aluminio. Cada motor va asociado a una decoración y a un capó específico, siendo más llamativo el de 426 plg³ (7 litros), mientras que el 354 plg³ (5,8 litros) presenta su abultada toma de admisión. En ambos casos, se acopla una transmisión automática de tres velocidades preparada específicamente para este tipo de competiciones.
Ninguno de los dos está homologado para circular por la vía pública. Las diferencias con respecto a un Challenger de serie son grandes, empezando por las mecánicas y toda la puesta a punto del chasis, desarrollado para brindar las mejores prestaciones en carreras de aceleración el línea recta. Las llantas de 15 pulgadas (38,1 cm) calzan neumáticos específicos para drag.